# VIRGO 간섭계
VIRGO 간섭계는 일반 상대성 이론에 의하여 예상되는 중력파를 탐지하도록 설계된 대형의 마이켈슨 간섭계이다. VIRGO 간섭계는 지구에서 약 5천만 광년 떨어져 있는 처녀자리(Virgo) 별자리의 약 1,500개의 은하단인 처녀자리 은하단의 이름을 따서 명명되었다.
이 간섭계는 이탈리아 피사 근처의 산타 스테파노 마케라타에 위치하고 있다. 이 간섭계의 두 팔은 길이가 3km이며 초고진공으로 된 내부에 거울과 장비들이 있다. VIRGO 간섭계는 프랑스 CNRS와 이탈리아 INFN이 설립한 컨소시엄인 EGO(유럽 중력 관측소)에서 주최한다. 이 간섭계의 운영은 VIRGO 협업체에서 하는데, 이는 16개국 129개 기관을 대표하는 700명 이상의 회원으로 구성되어 있다.
VIRGO와 유사한 간섭계로는 미국에 있는 두 개의 LIGO 간섭계(루이지애나주 핸포드 사이트와 워싱턴주 리빙스턴 소재)와 일본의 KAGRA(Kamioka Graviational Wave Detector) 등이 있다. 이들은 모두 중력파를 탐지하는 같은 목표를 가지고 있다. 2007년부터 VIRGO와 LIGO는 탐지기가 기록한 데이터를 공유 및 공동 분석하고 그 결과를 공동으로 발표하기로 합의했는데, 이는 간섭계 검출기를 이용하여 방향성이 없고(그들은 전체 하늘을 조사함) 미약하며 간헐적으로 발생하는 신호를 찾고 있기 때문에, 검출된 신호의 유효성을 확인하고 파원의 위치를 추론하기 위해 여러개의 탐지기에서 동시에 중력파를 감지해야 하기 때문이다.
일반 상대성 이론에 의해 예측되는 중력파를 탐지하기 위한 유럽의 노력의 일환으로 구축된 이 시스템은 이제 중력파 천문학이 첫 걸음을 내딛으면서 전 세계 중력파 탐지기 네트워크에서 중요한 역할을 하고 있다. 여러번의 중력파 탐지에 참여했으며 주기적으로 감도를 높이고 성능을 향상시키기 위한 개선 작업을 거치고 있다.

## 조직
VIRGO 간섭계의 운영은 프랑스 국립과학연구센터(CNRS)와 이탈리아 국립 핵물리학 연구소(INFN)에 의하여 2000년 12월에 설립된 유럽 중력 관측소(EGO) 컨소시엄에서 관리하고 있는데, 네덜란드 국립 원자력 및 고에너지 물리학 연구소(Nikhef)는 나중에 옵저버로 참여했다가 결국 정회원이 되었다. EGO는 탐지기의 구성, 유지 관리 및 작동과 업그레이드를 담당하는 VIRGO 사이트를 담당하고 있으며, EGO의 또다른 목표는 유럽에서 중력에 대한 연구와 연구를 촉진하는 것이다.
또한 VIRGO 협업체에서는 검출기의 다양한 측면에서 작업하는 모든 연구원을 재편하고 있다. 2023년 5월 현재 16개국 142개 기관을 대표하는 약 850명의 회원이 협력에 참여하고 있는데, 여기에는 프랑스, 이탈리아, 네덜란드, 폴란드, 스페인, 벨기에, 독일, 헝가리, 포르투갈, 그리스, 체코, 덴마크, 아일랜드, 모나코, 중국 및 일본의 기관이 포함되어 있다. VIRGO 협업체는 또한 중력파 감지에 중요한 데이터의 공동 분석을 수행하기 위해 다른 주요 중력파 실험의 과학자를 재편성하는 더 광범위한 LIGO-Virgo-KAGRA (LVK) 협력의 일부이다. 2010년 LIGO-Virgo 협업체로 처음 시작되었는데 2021년 KAGRA가 합류하여 확장되었다.

## 역사
Virgo 프로젝트는 1992년 프랑스의 CNRS와 1993년 이탈리아의 INFN 의 승인을 받았는데 이들 2기관은 이 실험을 시작할 때의 기관이다.
탐지기의 건설은 1996년 이탈리아 피사 근처의 카시나 현장에서 시작되어 2003년에 완료되었다. 여러 관측에서 중력파가 검출되지 않은 후, 간섭계는 2011년에 작동을 종료하고 Advanced Virgo 프로젝트의 일부로 상당한 업그레이드를 하였다. 2017년에 다시 관측을 시작하여 미국에 있는 LIGO 탐지기와 함께 기관 자체의 최초 중력파 탐지를 빠르게 수행했다.

### 착상
중력파의 개념은 1916년 아인슈타인이 예측한 이래로 100년이 넘었지만 이를 탐지하기 위한 진지한 프로젝트가 등장하기 시작한 것은 1970년대가 되어서 비로소 이루어졌다. 최초의 것은 조제프 웨버가 발명한 이른바 웨버 막대기인데, 이것에 의하면, 원리적으로 중력파를 감지할 수 있었다. 이로 인해 AURIGA 와 같은 다양한 프로젝트가 시작되어 어느 것도 성공하지 못했지만, 이러한 시도에 의하여 중력파 검색에 전념하는 다수의 연구 그룹이 설립되게 되었다. 대형 간섭계 검출기에 대한 아이디어가 신뢰를 얻기 시작하여, 1985년 이탈리아 연구원인 아달베르토 지아조토와 프랑스 연구원 알랭 브릴레가 로마에서 만난 후 Virgo 프로젝트를 구상했다. Virgo를 다른 프로젝트와 차별화하는 핵심 아이디어 중 하나는 저주파(약 10Hz)를 목표로 한 것인데, 반면에 대부분의 다른 프로젝트에서는 고주파(약 500Hz)에 중점을 두었다. 당시 많은 사람들은 이것이 불가능하다고 믿었고, 프랑스와 이탈리아만이 1987년에 처음 제시된 프로젝트 작업을 시작했다. 1992년 CNRS와 1993년 INFN의 승인을 받은 후 간섭계의 건설은 1996년에 시작되었으며 2000년까지 관측을 시작하는 것을 목표로 하였다.
Virgo의 첫 번째 목표는 중력파를 직접 관찰하는 것이었다. 1993년 노벨 물리학상을 수상한 쌍성 펄서 1913+16에 대한 30년에 걸친 연구는 이미 중력파의 존재에 대한 간접적인 증거로 이어졌다. 이 쌍성 펄서의 궤도 주기의 시간 경과에 따른 관찰된 감소는 시스템이 중력파를 방출함으로써 에너지를 잃고 있다는 가설과 매우 일치했다.

### 초기 VIRGO 검출기
2000년대에 Virgo 탐지기가 처음 제작, 시운전 및 운영되었다. 장비는 중력파 신호에 대한 설계 감도에 도달했다. 이 초기 노력은 Virgo 기술 설계 선택을 검증하는 데 사용되었다. 또한 거대 간섭계가 넓은 주파수 대역에서 중력파를 감지하는 유망한 장치임을 입증했다. 이 원본 탐지기는 일반적으로 "초기 Virgo" 또는 "원조 Virgo"라고 한다.
초기 Virgo 감지기의 구성은 2003년 6월에 완료되었으며 2007년에서 2011년 사이에 여러 데이터 수집 기간이 이어졌다. 이러한 실행 중 일부는 미국의 LIGO 감지기 2개와 동시에 수행되었다. 최초의 Virgo 감지기는 2007년부터 2011년까지 네 번의 과학 실행 동안 과학 데이터를 기록했다. 2010년에 Virgo 서스펜션 시스템의 대대적인 업그레이드를 위해 몇 달간 가동이 중단되었다. 원래의 강철 서스펜션 와이어는 열 소음을 줄이기 위해 유리 섬유로 교체되었다. 하지만 초기의 Virgo 감지기는 그러한 중력파를 감지할 만큼 충분히 민감하지 않았다.
업그레이드된 서스펜션 시스템으로 몇 개월 동안 데이터를 수집한 후 초기 Virgo 탐지기는 Advanced Virgo 설치를 시작하기 위해 2011년 9월에 종료되었다.

### Advanced VIRGO 검출기

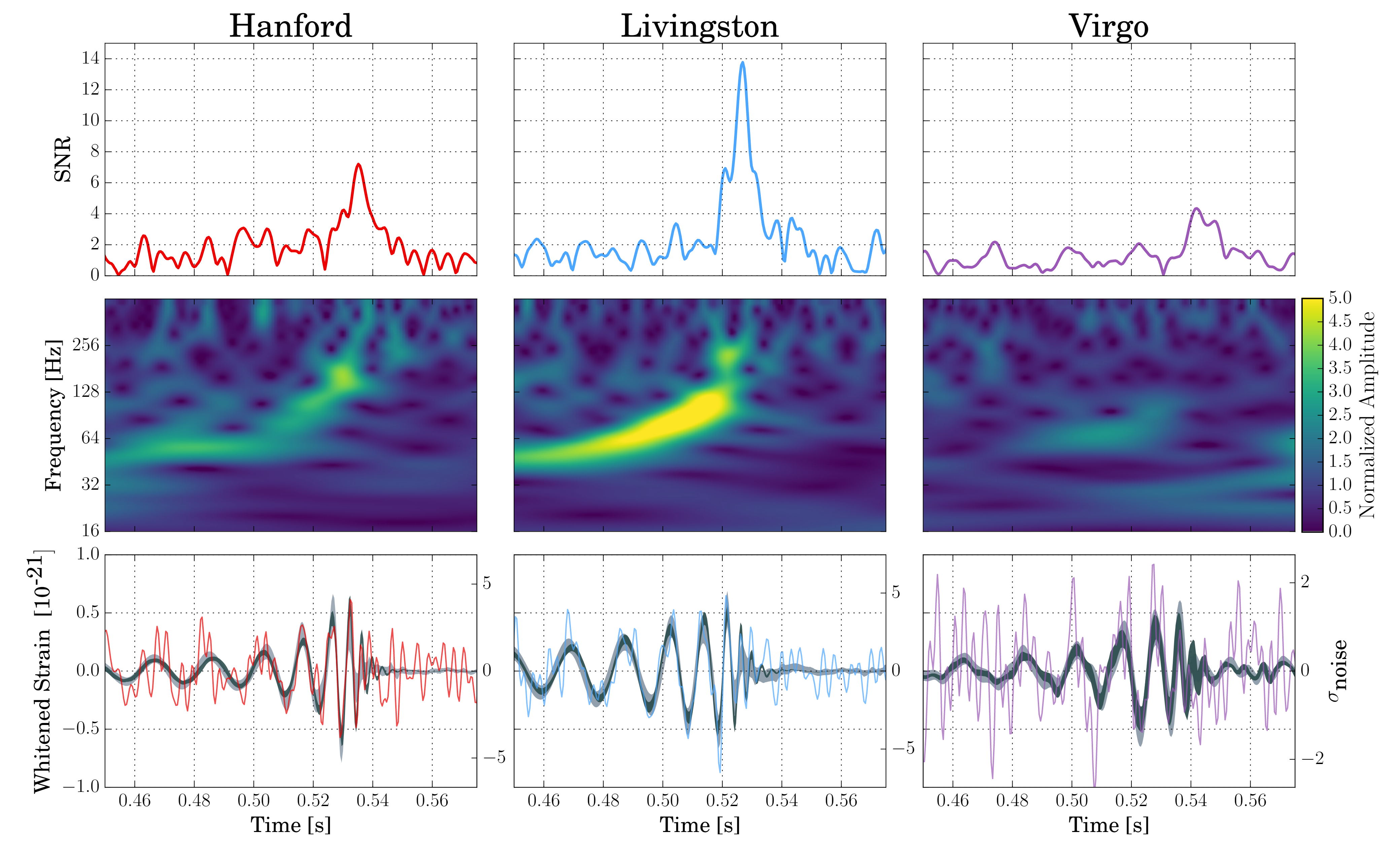
Virgo에 의한 최초의 중력파 직접 검출인 GW170814

Advanced Virgo 검출기는 감도를 10배 증가시켜 우주에서 1,000배 더 큰 부피를 탐사할 수 있도록 하여 중력파의 탐지 가능성을 높이는 것을 목표로 하였다. 초기 검출기와 후속 기술 발전으로 얻은 경험으로부터 혜택을 받았다.
Advanced Virgo 검출기는 미러 타워에서 나오는 잔류 입자를 포획하기 위해 3km 길이의 팔 양쪽 끝에 위치한 4개의 크라오트랩이 추가되어 있지만 초기 Virgo와 동일한 진공 인프라를 유지하고 있는데, 그 이외의 부분은 크게 업그레이드되었다. 새 반사경은 크기가 더욱 증가하였고(직경 350 mm, 무게 40 kg), 광학 성능이 향상되었다. 간섭계를 제어하는 데 사용되는 중요한 광학 요소는 공중에 매달려 있는 벤치에서 진공 상태에 있다. 미러의 수차를 실시간으로 보정하기 위해서 적응형 광학 시스템의 설치가 필요하였다.  Advanced Virgo의 최종 구성에서 레이저 출력은 200 W이다. Advanced Virgo는 2016년에 취역 절차를 시작하였고, 2017년 5월과 6월의 첫 번째 "엔지니어링" 관찰 기간 동안에 두 군데의 고급 LIGO 감지기("aLIGO")에 합류했다.
2017년 8월 14일, LIGO와 Virgo는 GW170814 신호를 감지하여 2017년 9월 27일에 보고하였다. 이것은 LIGO와 Virgo에 의하여 동시에, 또한 Virgo에 의하여 최초로 탐지된 것으로 쌍성 블랙홀이 합병되면서 발생한 중력파의 탐지이었다. 며칠 후 2017년 8월 17일  GW170817도 LIGO와 Virgo에 의해 탐지되었다. 이 신호는 두 개의 중성자 별이 서로 점점 가까워지면서 마침내 병합되는 마지막 순간에 생성된 것으로 중력파가 아닌 방법으로 다시 확인된 최초의 중력파 관측이다. 또한번의 추가 업그레이드 후 Virgo는 2019년 4월 세 번째 관측 실행("O3")을 시작했는데 이는 1년 동안 지속될 계획이고, 이후에 추가적인  업그레이드가 이루어졌다. 2020년 3월 27일에 COVID-19 대유행으로 인해 O3 운영이 중단되었다.
현재 진행 중인 업그레이드는 "Advanced Virgo +" 프로그램의 일부이며 다음과 같이 두 단계로 나뉜다. 즉 첫 번째는 O4 실행 이전이고 두 번째는 O5 실행 이전이다. 첫 번째 단계는 더 강력한 레이저를 도입하고 O3에 도입된 압착을 개선하고 신호 재활용이라는 새로운 기술을 구현하여 양자 노이즈를 줄이는 데 중점을 두고 있다. 지진 센서도 거울 주변에 설치된다. 그런 다음 두 번째 단계에서는 레이저 빔의 형상을 변경하고, 반사경의 크기를 늘려서 더 넓은 영역에 에너지를 분산시켜 온도를 낮추고, 거울의 코팅을 개선하여 반사경에 의한 열잡음을 감소시키려고 한다. 캐비티 팔의 종단 반사경이 상당히 커져서 서스펜션을 개선이 요구된다. 첫 번째 단계의 변경 사항을 바탕으로 두 번째 단계에서도 양자 노이즈에 대한 추가적인 개선이 예상된다.

### 미래
중력파 관측소인 LIGO, Virgo, KAGRA는 코로나19로 인한 중단 이후에도 관측을 계속하기 위해 조율 중이며 2023년 5월 O4 관측을 시작할 계획이다.
VIRGO는 쌍성 중성자별 병합에 대해 80–115 Mpc의 민감도 목표를 예상하고 있다(민감도: LIGO 160–190 Mpc, KAGRA는 1 Mpc 이상). 이 실행은 다음 실행에 대해 계획된 업그레이드를 수용하기 위해 처음에 계획했던 12개월 대신 18개월 동안 지속될 것으로 예상된다. 2023년 5월 11일, Virgo는 간섭계가 예상 감도에 도달할 만큼 충분히 안정적이지 않고 미러 중 하나를 교체해야 하므로 몇 주 동안 작업해야 하기 때문에 O4 시작 시 합류하지 않을 것이라고 발표했다. 이 실행 후 탐지기는 다시 한 번 종료되어 미러 코팅 개선을 포함한 업그레이드를 진행한다. 다섯 번째 관측 실행(O5)은 현재 2027년 초에 계획되어 있으며 Virgo에 대한 예상 감도는 150–260 Mpc이다(다만 이러한 계획은 잠정치이다).
O5 기간 이후 Virgo 설치의 미래에 대한 공식적인 계획은 발표되지 않았지만 탐지기를 더 개선하기 위한 프로젝트가 제안되었다.

## 과학 사례

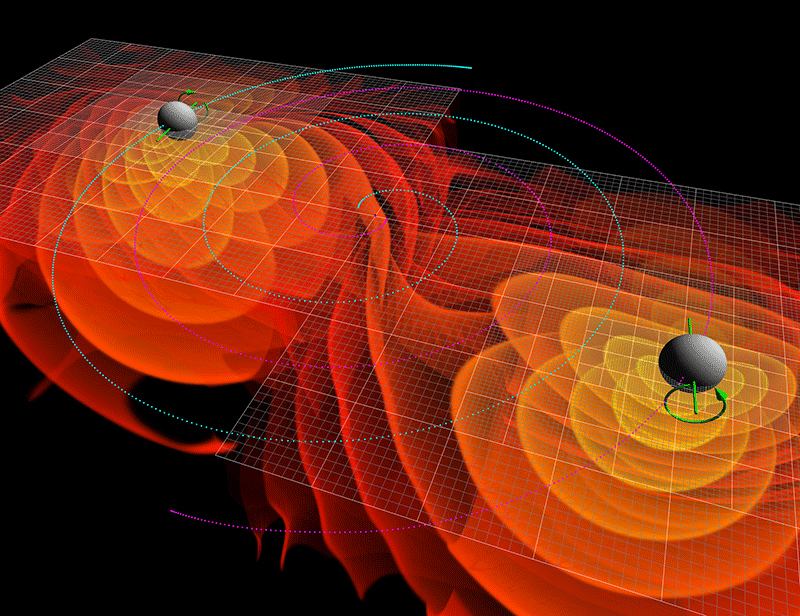
두 블랙홀의 나선추락과 병합에 의해 방출되는 중력파의 수치적 시뮬레이션.

Advanced Virgo 간섭계는 우주의 천체 물리학적 파원에서 오는 중력파를 감지하고 연구하는 것을 목표로 한다. 지상 기반의 간섭계 감도 내에서 감지 할 수 있는 것으로 알려진 주요한 중력파 방출 시스템으로는 블랙홀 및 중성자 별의 쌍성 병합, 회전하는 중성자별, 폭발 및 초신성 폭발, 심지어 빅뱅으로 인한 중력파 배경을 들 수 있다. 더욱이, 중력 복사의 관측에 의하면 이론적으로 예측된 이국적 천체의 예상하지 못한 발견으로 이어질 수도 있다.

### 일시적 신호

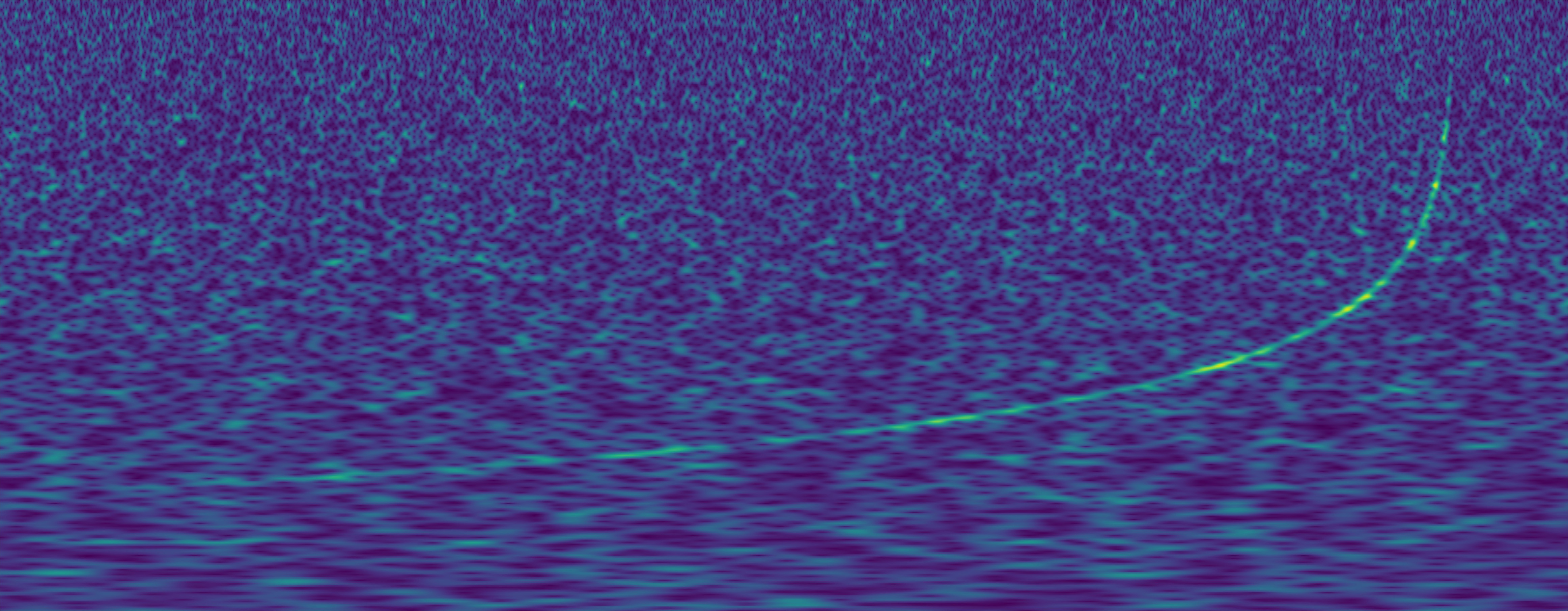
GW170817 이벤트에서의 중력파 신호의 전형적인 "처프"신호. 여기서 x축은 시간을 나타내고 y축은 빈도를 나타낸다. 주파수가 시간에 따라 상승하는 방식은 소형 천체 쌍성의 일반적인 중력파이며 정확한 모양은 주로 천체의 질량에 의해 결정된다.

#### 블랙홀과 중성자별의 합체
블랙홀과 중성자별과 같은 두 개의 거대하고 조밀한 천체가 쌍성계를 이루어 서로 궤도를 돌면, 중력 복사가 방출되면서 그 에너지를 잃게 된다. 따라서 이들은 중력파의 주파수와 진폭을 증가시키면서 서로 더 가까워지기 시작한다.
"나선형"이라고 불리는 유착 현상의 첫 번째 단계는 수백만 년 동안 지속될 수 있다. 물체가 서로 가까워지고 궤도를 더 빠르게 돌면 중력 신호의 진폭과 주파수가 증가하여 프로세스가 가속화되고 일부 새가 내는 소리와 유사한 "짹짹거리는 소리"라고 알려진 특징적인 형태를 제공한다. 이것은 두 물체의 합병으로 절정에 이르며 결국 하나의 압축된 천체, 일반적으로 블랙홀을 형성하게 된다. 병합에 해당하는 파형 부분은 가장 큰 진폭과 가장 높은 주파수를 가지며 이러한 시스템의 수치적 상대성 시뮬레이션을 수행해야만 모델링할 수 있다. 블랙홀의 경우 새로운 블랙홀이 "안착"하는 동안 병합 후 몇 초 동안 여전히 신호가 방출된다. 이 신호를 "링다운"이라고 한다. 간섭계는 블랙홀과 중성자별 쌍성 결합의 후기 단계에만 민감한다. 전체 프로세스의 몇 밀리초에서 1초 사이만 관찰할 수 있다. 지금까지 이루어진 모든 중력파 감지는 블랙홀 또는 중성자 별의 병합이었다.

#### 폭발과 초신성

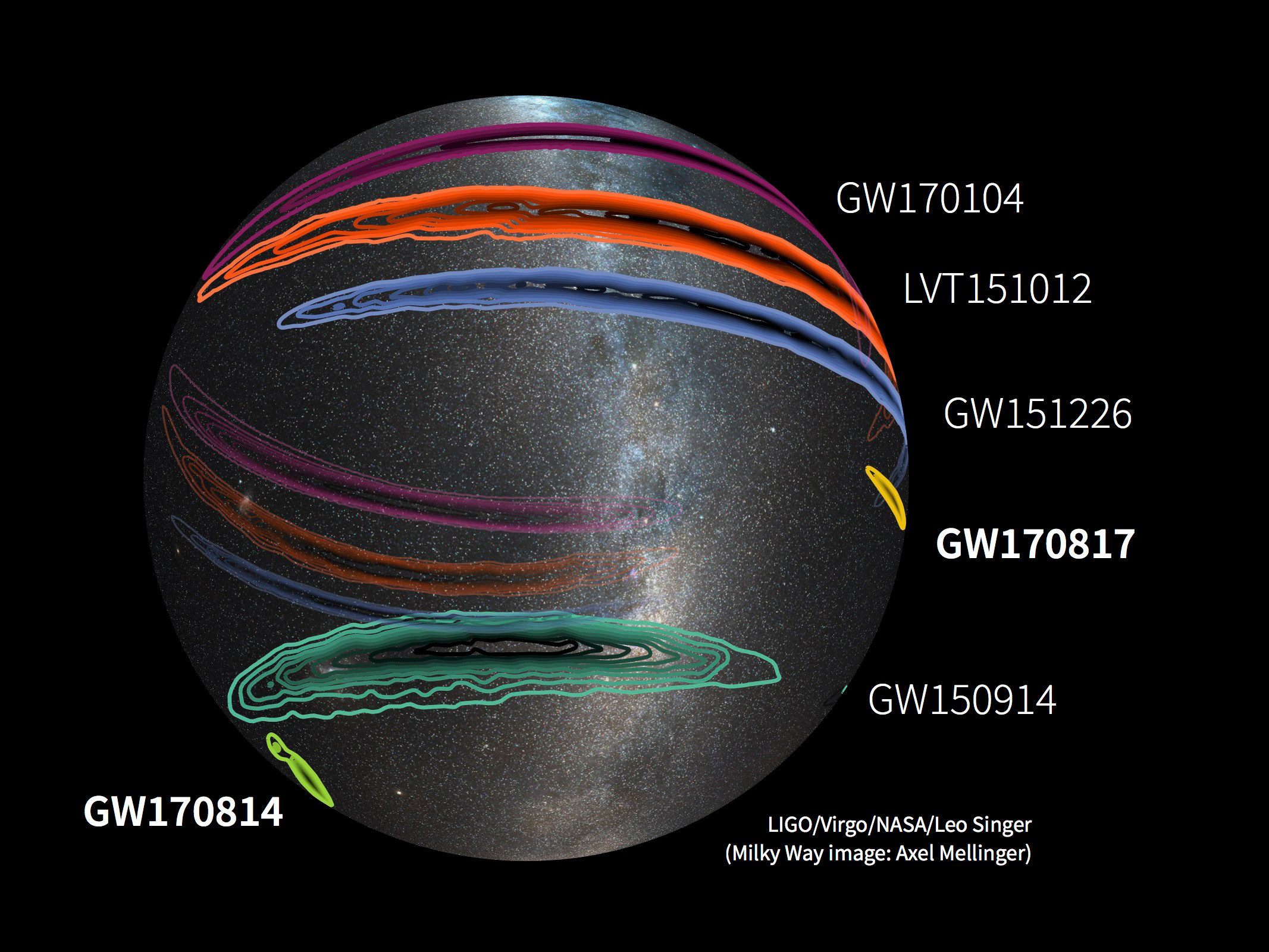
LIGO-Virgo 네트워크에서 감지한 중력파 신호의 천구상 위치 표시

수 밀리초에서 수 초 동안 지속되는 모든 신호는 중력파 폭발로 인정된다. 수명이 다한 거대한 별의 중력 붕괴인 초신성 폭발은 Advanced Virgo 간섭계에서 탐지할 수 있는 중력 복사를 방출한다. 전자기 및 중력 방사선, 중성미자의 신호에 의한 다중 신호의 탐지는 초신성 과정과 블랙홀의 형성을 더욱 잘 이해하는 데 도움을 준다.

### 지속적 파원
연속적인 중력파의 주요 예상 파원은 대형의 별의 붕괴로 인해 생기는 매우 작은 천체인 중성자 별이다. 특히, 펄사는 주기적으로 광 펄스를 방출하는 중성자별의 특수한 경우로, 초당 수백 번까지 회전할 수 있는데, 현재 알려진 가장 빠른 회전 펄서는 초당 716회 회전하는 PSR J1748-2446ad이다. 펄사의 표면에 존재하는 작은 "산"과 같이, 축 대칭에서 조금 벗어나게 하는 것에 의하여, 장기간 지속되는 주기적인 중력파가 발생하게 된다. 열적, 기계적 또는 자기적 효과로 인해 펄사의 표면에 국소적인 "산"이 생성될 수 있는 다수의 메커니즘이 확인되었고, 강착현상에 의해서도 축 대칭의 파괴가 유발될 수 있다.
Virgo 감지 범위에서 연속파를 발생할 가능성이 있는 또다른 파원으로는 암흑 물질 후보와 같이 더욱 이국적인 천체일 수 있다. 블랙홀 주위를 회전하는 액시온 또는 원시 저질량 블랙홀과 다른 압축 물체로 구성된 쌍성 시스템이 특히 가능성이 있는 파원으로 제안되었다. 일부 가능한 유형의 암흑 물질은 장치의 광학 요소와 상호 작용하여 간섭계에서 직접 감지할 수도 있다.

### 확률적 배경파
몇 가지 물리적 현상은 중력파 확률적 배경의 원인이 될 수 있으며, 천체물리학적 기원의 추가 잡음 원인이 될 수 있다. 이것은 중력파의 연속적인 파원을 나타내지만 다른 연속적인 파원(회전하는 중성자별과 같은)과 달리 하늘의 특정 위치가 아닌 천구의 넓은 영역에서 발생한다.
우주 마이크로파 배경은 우주의 가장 초기 시간에 해당하는 신호로 전자기 스펙트럼 영역에서 관측할 수 있는 것이다. 그런데 우주 모델에서는 빅뱅 직후에 생성된 중력파의 방출도 예측하고 있다. 중력파는 물질과 매우 약하게 상호 작용하기 때문에 그러한 배경을 탐지하면 우주의 우주적 진화에 대한 더 많은 통찰력을 얻을 수 있다. 특히 일부 이론에 의하면 급팽창 과정 자체에서 또는 급팽창이 끝날 때 방출되는 중력파의 감지로부터 급팽창에 대한 증거가 제공될 수 있다.
더욱이 Advanced Virgo는 항시 중력파를 방출하는 모든 희미하고 멀리 떨어진 파원의 중첩으로 인해 발생하는 천체물리학적 배경을 감지할 수 있으며, 이는 천체물리학적 파원의 진화와 별 형성을 연구하는 데 도움이 될 것으로 예상된다. 천체물리학적 배경에 기여할 가능성이 가장 높은 파원으로는, 쌍성 중성자별, 쌍성 블랙홀, 또는 중성자별-블랙홀 쌍성이 있다. 또다른 파원으로 가능한 것으로는 초신성과 펄사가 있다. 지막으로, 우주 끈은 중력파 배경의 원인이 될 수 있으며, 만일 우주끈에 의한 중력파를 탐지한다면 우주 끈이 실제로 존재한다는 증거가 될 수 있다.

### 특이한 파원
소형 천체에 대한 비전통적인 대안 모델이 물리학자들에 의해 제안되었다. 이러한 모델 중에서, 쿼크 및 기묘한 별, 보손 및 프로카 별, 스칼라 및 프로카 털을 가진 커 블랙홀 등의 몇가지는 일반 상대성 이론내에서 설명될 수 있고, 우주 끈, 퍼즈볼, 그레이브 스타 등은 양자 중력에 대한 일부 접근 방식에 의하여, 또한 스칼라화된 중성자별 또는 블랙홀, 웜홀 등은 대체 중력 이론에서 나온다.
이와 같이 이론적으로 예측된 특이한 소형 천체들이 이제는 감지할 수 있는데, 이들이 감지된다면 중력의 진정한 본질을 밝히거나 새로운 형태의 물질을 발견하는 데 도움이 될 것이다. 게다가 완전히 예상하지 못한 현상이 관찰되어 새로운 물리 현상이 드러날 가능성도 있다.

### 중력의 기본 속성

#### 중력파의 편극
중력파는 입자의 고리에 미치는 영향으로 인해 "플러스" 및 "크로스"라는 별명이 붙은 두 개의 "텐서" 편광을 가질 것으로 예상된다(아래 그림 참조). 하나의 중력파는 일반적으로 소스의 방향에 따른 이러한 두 편광이 중첩된 것이다.

또한 일부 중력 이론에서는 두 개의 "벡터" 편광(x 및 y)과 두 개의 "스칼라" 편광("호흡" 및 "세로방향")의 추가 편광이 존재하도록 허용한다. 이러한 추가 양극화를 감지하면 일반 상대성 이론을 넘어서는 물리학에 대한 증거를 제공할 수 있다. 편광은 여러 검출기를 사용해야만 구별할 수 있다. 두 개의 LIGO 검출기가 거의 함께 정렬되어 있기 때문에 Virgo가 도입된 후에야 제대로 조사할 수 있었다. 그것들은 조밀한 이진 합체  에서 측정될 수 있지만 확률적 배경과 연속파에서도 측정될 수 있다. LIGO와 Virgo 검출기의 조합으로 추가 편광의 존재 여부를 결정할 수 있지만 특성은 결정할 수 없다. 모든 편광을 완전히 분리하려면 총 5개의 독립적인 검출기가 필요하다(LIGO 및 Virgo와 같은 검출기로 서로 구별할 수 없는 세로 및 호흡 편광 제외).

중력파의 편광이 입자의 링에 미치는 영향
플러스 편광
크로스 편광

#### 렌즈 효과에 의한 중력파
일반 상대성 이론에 의하면 중력파는 중력 렌즈 효과에 따른 영향을 받아야 한다고 예측한다. 즉, 중력파의 궤적은 그 경로 근처에 있는 거대한 물체(일반적으로 은하 또는 은하단)의 존재에 의해 휘어질 것으로 예상된다. 이것은 우리가 현재 초신성의 빛을 관찰하는 것처럼 파동의 진폭을 증가시키거나 다른 시간에 이벤트를 여러 번 관찰하는 결과를 초래할 수 있다. 이러한 사건은 가까운 장래에 현재의 감지기로 감지할 수 있을 만큼 충분히 일반적일 것으로 예측된다
또한 마이크로 렌즈 효과도 예측된다. 렌즈효과 사건을 감지하면 중력의 속도와 편광에 대한 추가적인 시험뿐만 아니라 위치를 매우 정확하게 파악할 수 있게 될 것이다.

#### 우주론적 측정
중력파의 관측에 의하면, 일부 우주 매개변수, 특히 허블 매개변수 {\displaystyle H_{0}}를 측정하는 새로운 방법이 제공된다. 허블 매개변수는 우주 팽창의 속도를 나타내는데, 이 매개변수를 서로 다른 방법에 의하여 측정한 결과가 서로 상충하고 있어, 이 값의 정확한 수치에 대해서는 현재 여전히 논쟁 중이다.
현재의 탐지기를 이용하여 중력파를 측정하는 방법으로 {\displaystyle H_{0}} 를 측정하는 것이 가능한 주요한 방법으로는 2개가 있다.
- 중력파 신호로 거리를 측정하고 전자파로 후퇴 속도를 측정(보통 사건이 발생한 은하계를 식별하는 방법으로)하고 중력파와 전자기 신호를 모두 사용하는 다중 메신저 이벤트를 사용하면서, 허블의 법칙을 적용한다. 여기서 주요한 이점은 중력파로부터 측정된 거리가 일반적으로 그렇듯이 다른 측정이나 가정에 의존하지 않는다는 것이다.[68]
- 관측된 쌍성 블랙홀 병합 (이러한 문맥에서는 "다크 사이렌"이라고도 함)의 숫자에 질량 분포와 {\displaystyle H_{0}} 값을 제한하면서 통계적 처리를 적용한다; 측정을 개선하기 위해 외부 은하 카탈로그를 분석에 추가할 수도 있다.[69]

#### 일반 상대성 이론의 시험
중력파 신호의 측정은 중력장이 매우 강한 환경(예: 블랙홀 근처)에서 생성되기 때문에 일반 상대성 이론의 테스트 결과에 대한 고유한 관점을 제공한다. 따라서 일반 상대성 이론의 예측에 대한 여러 테스트를 감지된 이벤트를 사용하여 수행할 수 있다. 이러한 테스트는 일반 상대성 이론을 넘어서는 물리학이나 모델의 가능한 문제를 밝힐 수 있다.
이러한 시험에는 다음이 포함된다.
- 신호의 모델을 뺀 후 데이터에서 잔여 신호를 찾는다. 이는 일부 신호가 일반 상대성 이론에 의해 올바르게 모델링되지 않았음을 나타낼 수 있다.
- 시스템의 추정된 매개변수가 신호의 여러 단계에서 일관성이 있는지 확인하는 것과 같이 합병의 신호가 몇 가지 기본 가정을 충족하는지 확인한다("inspiral-merger-ringdown 일관성 테스트").[73]
- 중력파를 시뮬레이션하기 위해 모델에 섭동을 도입하여 데이터에 맞는지 확인한다.
- 일반 상대성 이론에는 없지만 대체 이론에는 없지 않는, 가능한 분산의 조사.[74]
- 남은 물질의 질량과 스핀에 의해 완전히 결정되는 신호의 합병 후 단계("링다운")를 측정하여 합병의 나머지 물질을 분석한다. 이를 통해 병합 중에 중력파에 손실된 에너지와 남은 물체의 특성에 대한 예측을 테스트할 수 있다. 일부 가상 물체는 링다운 신호의 "에코"를 특징으로 할 수도 있다.
- 위에서 볼 수 있는 비표준적인 편광을 찾는다.

## 장비

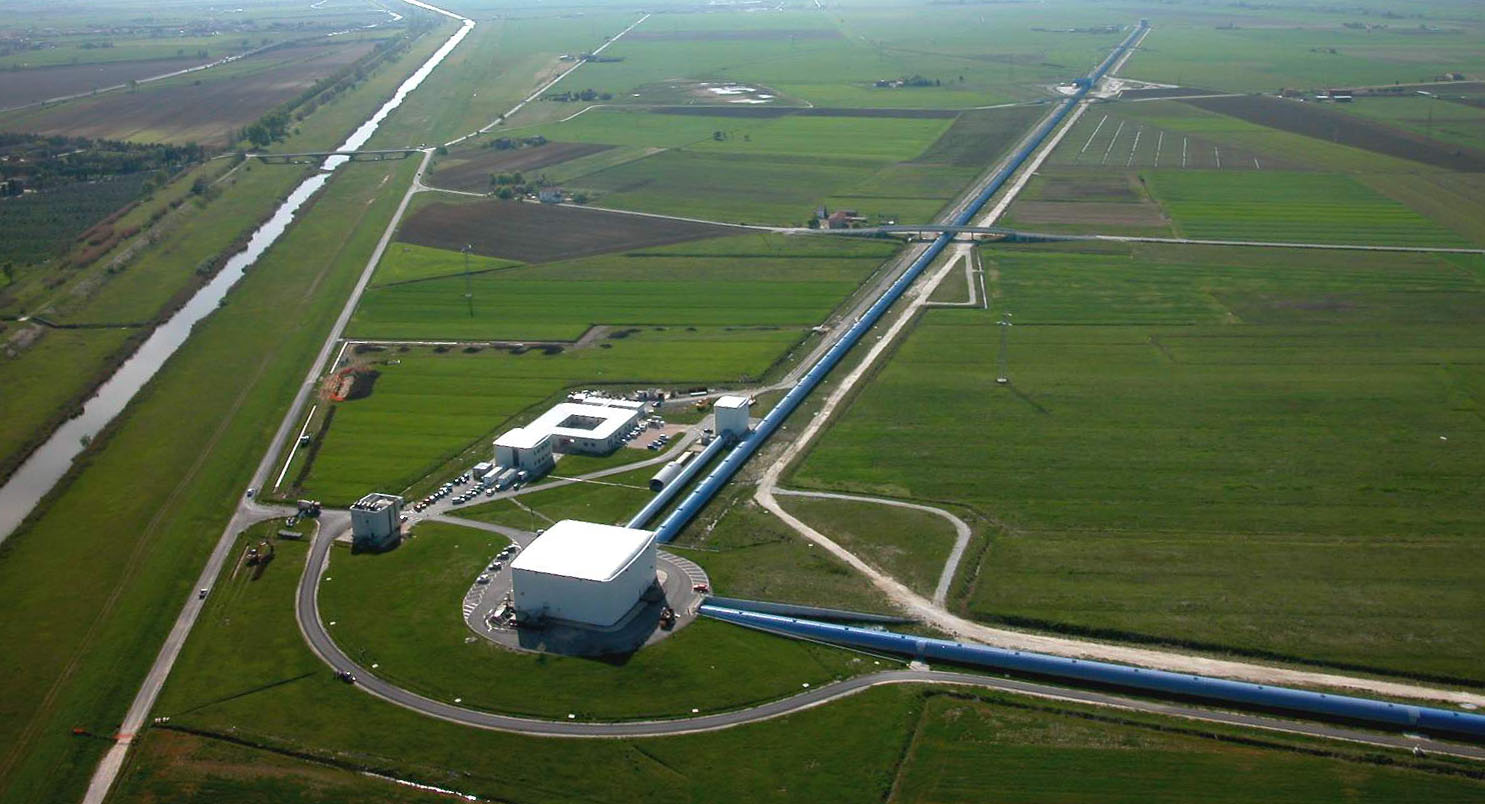
중앙 건물, Mode-Cleaner 건물, 전체 3km 길이의 서쪽 팔과 북쪽 팔의 시작 부분(오른쪽)을 보여주는 Virgo 실험 현장의 조감도. 다른 건물에는 사무실, 작업장, 로컬 컴퓨팅 센터 및 간섭계 제어실이 포함되어 있다 이 사진을 촬영했을 때 프로젝트 관리를 담당하는 건물과 매점은 아직 지어지지 않았다.

### 일반 설계

#### 탐지 원리
일반 상대성 이론에서 중력파는 빛의 속도로 전파되는 시공간의 섭동이다. 따라서 시공간을 약간 휘게 하여 광 경로를 국부적으로 변경한다.
수학적으로 말하면, {\displaystyle h}가 들어오는 중력파의 진폭 (작다고 가정), {\displaystyle L} 은 빛이 순환하는 광학 공진기의 길이일 때, 중력파로 인한 광학 경로의 변화 {\displaystyle \delta L} 에 관한 공식은 다음과 같다.{\displaystyle {\frac {\delta L}{L}}=C\times h}여기서  {\displaystyle C\leq 1} 는 캐비티와 간섭계로 입사해 들어오는 중력파가 전파되는 방향 사이의 상대적인 방향에 따라 달라지는 기하학적 요소이다. 즉, 길이의 변화는 캐비티의 길이와 중력파의 진폭 모두에 비례한다.

#### 간섭계

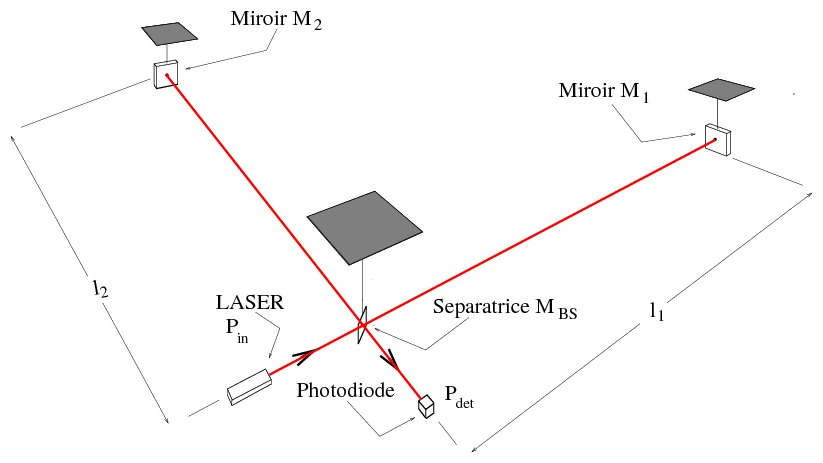
Virgo와 같은 중력파 부유식 간섭 검출기의 기본 체계(라벨은 프랑스어로 되어 있음)

Virgo 간섭계는 반사경이 매달려 있는 마이켈슨 간섭계이다. 입사된 레이저는 45도 기울어져 설치된 빔 스플리터에 의해 두 개의 빔으로 나뉜다. 두 개의 빔은 간섭계의 두 개의 수직 암에서 전파되어 팔의 양단에 설치된 반사경에 의해 반사되어 빔 스플리터에서 재결합하여 간섭을 생성하는데, 이는 포토다이오드에 의해 감지된다. 여기에 들어오는 중력파는 팔에 있는 레이저 빔의 광학 경로를 변경하므로 포토다이오드에 의해 기록되는 간섭 패턴이 변경된다.
이러한 사실은, 간섭계에 설치되어 있는 다수의 거울이 제 위치에 "고정"되어야 함을 의미한다. 거울이 움직이면 광학 캐비티 길이가 변경되고 기기 출력 포트에서 판독되는 간섭 신호도 변경된다. 기준점에 대한 거울의 위치와 그 정렬은 길이 방향으로 1/10 나노미터, 각도에 대해 몇 나노 라디안 수준보다 더 높은 정밀도로 실시간으로 정확하게 모니터된다. 검출기가 민감할수록 최적의 작동 지점은 좁아진다. 다수의 거울이 자유롭게 움직일 수 있는 초기 구성에서 모든 거울이 작동 위치에 도달하도록 하는 것은 제어 시스템의 어려운 숙제이다. 간섭계에서 조절이 가능한 모든 부분을 조정하려면 일련의 복잡한 단계가 요구된다. 작동 지점에 도달하면 최적의 구성을 유지하기 위해 수정된 사항이 지속적으로 적용된다.
따라서 중력파일 가능성이 있는 파동에 의해 유도된 신호는 간섭계 출력에서 감지된 광 강도 변화에 "내장"된다. 그러나 일반적으로 노이즈로 표시되는 몇 가지 외부 원인은 간섭 패턴을 영구적으로 크게 변경한다. 이를 제거하거나 완화하기 위해 아무 조치도 취하지 않으면 예상되는 물리적 신호가 노이즈에 묻혀 감지할 수 없게 된다. 따라서 Virgo 및 LIGO와 같은 검출기의 설계에는 측정에 영향을 줄 수 있는 모든 노이즈 소스에 대한 자세한 인벤토리가 필요하므로 노이즈를 최대한 줄이기 위한 강력하고 지속적인 노력이 필요하다.단일 광학 공동이 아닌 간섭계를 사용하면 중력파에 대한 검출기의 감도를 크게 향상시킬 수 있다. 실제로, 간섭 측정을 기반으로 하는 이 구성에서는, 하나의 공동의 길이에 비례하지 않고 2팔의 길이의 차이에 의존하게 되므로, 일부 실험 노이즈의 기여도는 크게 감소한다.
또한 간섭계 구성은 전파 방향을 가로지르는 평면에서 중력파에 의해 유도된 미분 효과로부터 이점을 얻는는데, 이는 광학적 길이 {\displaystyle L}이 {\displaystyle \delta L}만큼 변화하면, 동일한 길이의 수직 광학 경로는 {\displaystyle -\delta L} (크기는 같지만 부호는 반대)만큼 변경된다. 그리고 마이켈슨 간섭계의 출력 포트에서의 간섭은 두 팔의 길이 차이에 따라 달라진다. 따라서 측정된 효과는 단순한 공동에 비해 2배로 증폭된다.중력파 간섭계 검출기의 최적 작동 지점은 빔 스플리터에서 재결합된 두 개의 레이저 빔이 소멸간섭하는 구성인 "다크 프린지"에서 약간 디튜닝되어 있으며, 출력 포트에서 빛이 거의 감지되지 않는다.

### 레이저와 주입 시스템
이 실험의 광원은 레이저인데, 이는 강력하면서도 주파수와 진폭이 매우 안정적이어야 한다. 이러한 다소 반대되는 모든 사양을 충족하기 위해 빔은 매우 낮은 출력이지만 매우 안정적인 레이저에서 시작된다. 이 레이저에서 나오는 빛은 몇 개의 증폭기를 통과하여 출력을 100배 향상시킨다. 초기 Virgo 감지기의 마지막 구성에서는 50W 출력의 전력이 달성되었고 나중에 Advanced Virgo 업그레이드 후 O3 실행 중에 100W에 도달했다. O4 실행 초기에 130W로 업그레이드될 것으로 예상된다. 최초의 Virgo 감지기에서는 마스터-슬레이브 레이저 시스템을 사용했다. 여기서 "마스터" 레이저는 고성능 "슬레이브" 레이저를 안정화하는 데 사용된다. 마스터 레이저는 Nd:YAG 레이저였고 슬레이브 레이저는 Nd:YVO4 레이저였다.
Advanced Virgo를 위해 유지되는 솔루션은 시스템의 견고성을 개선하기 위해 섬유로 만든 증폭 단계가 있는 섬유 레이저를 갖추는 것이다. 최종의 구성에서는 필요한 출력을 달성하기 위해 순서대로 두 레이저의 빛을 일관되게 결합할 계획이다.  레이저의 파장은 원래 구성과 Advanced Virgo 구성 모두에서 1,064 나노미터이다. 그런 다음 이 레이저는 주입 시스템을 통과한 후 간섭계로 전송되어 빔의 안정성을 더욱 보장하고 모양과 출력을 조정하며 간섭계에 들어갈 수 있도록 올바르게 배치한다. 레이저 주입 시스템의 주요 구성 요소에는 입력 모드 클리너(빔을 청소할 수 있는 140 미터 길이의 공동)와 빛이 레이저로 되돌아오는 것을 방지하기 위한 패러데이 아이솔레이터 및 간섭계에 들어가기 직전에 빔의 크기와 위치를 조정하는 모드 일치 망원경이 포함되어 있다.

### 반사경

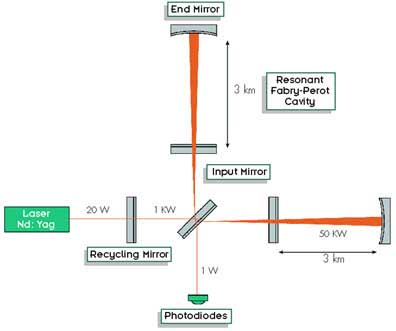
1세대 Virgo 검출기의 광학적 구성. 다양한 공동에 저장된 전력의 크기를 비고에서 기록하고 있다.합니다.

간섭계의 팔에 있는 캐비티에 있는 큰 반사경은 간섭계에서 가장 중요한 광학 장치이다. 여기에는 3km 간섭계 암 끝에 위치한 두 개의 캐비티 끝단의 반사경과 간섭계 팔의 시작 부분 근처에 위치한 두 개의 입사 반사경이 포함된다. 이러한 반사경 거울은 합하여 각 팔에 공진 광학적 공동을 만들게 된다. 여기서 레이적 광은 빔 스플리터로 돌아오기 전에 수천 번 반사되어 레이저 경로에서 신호의 효과를 최대화하여, 또한 팔에 저장된 빛의 힘을 증가시킬 수 있다. 이 거울은 최첨단 기술로 만들어진 비표준 제품으로, 직경 35 cm이고 두께가 20 cm 인 실린더 구조이며, 세계에서 가장 순수한 유리를 이용하여 제작되었다. 거울은 빛을 확산(따라서 손실)시키지 않기 위해서 원자 수준으로 연마된다. 마지막으로 유리 표면에는 레이저 광을 반사하기 위한 코팅( 이온 빔 스퍼터링 또는 IBS로 만든 브래그 반사기 )이 추가된다. 캐비피 팔의 양단에 있는 거울은 입사하는 모든 레이저 빛을 반사하여, 0.002% 미만이 각 반사에서 손실된다.

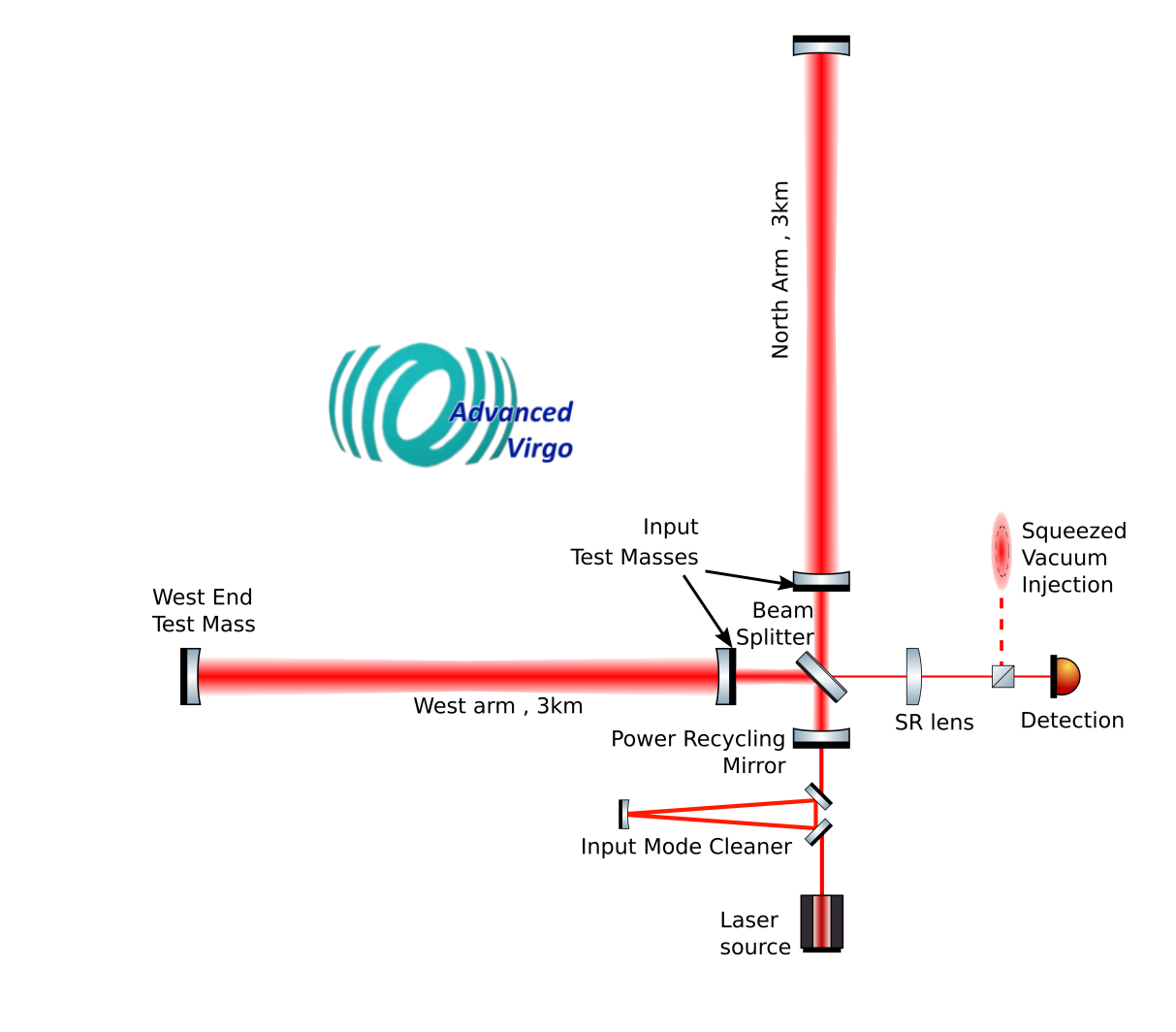
현재 Advanced Virgo 구성의 레이아웃. 주요한 변경 사항에는 신호 재활용 시스템(O3 실행 중 간단한 렌즈, 실제로 신호 재활용을 구현하기 위해 반반사 거울로 대체될 예정임)의 추가와 압축된 진공 주입이 포함되어 있다.

또한 최종 디자인에는 두 개의 다른 거울이 있다.
- 레이저와 빔 스플리터 사이에 배치된 전력 재활용 미러. 대부분의 빛이 빔 스플리터로 돌아온 후 레이저 쪽으로 반사되기 때문에 이 거울은 이 빛을 주 간섭계로 다시 주입하여 팔에서의 광의 전력을 증가시킨다.

- 신호 재활용 미러(현재 Advanced Virgo+ 업그레이드의 일부로 다음 실행을 위해 설치될 예정)는 간섭계 내에서 신호의 일부를 다른 캐비티로 재주입한다(현재 이 미러의 전송은 40%로 계획됨). 이 신호 재활용 거울을 조금만 조정하면 주파수 대역의 일부에서는 양자 잡음을 줄이고 다른 곳에서는 증가시켜 특정 주파수에 대해 간섭계를 조정할 수 있다. 현재 "광대역" 구성을 사용하여 고주파수와 저주파에서 잡음을 줄이고 중간 주파수에서 잡음을 증가시킬 계획이다. 높은 주파수에서 감소된 노이즈는 병합 직전과 직후의 신호를 연구하는 데 특히 중요하다.[83][11]

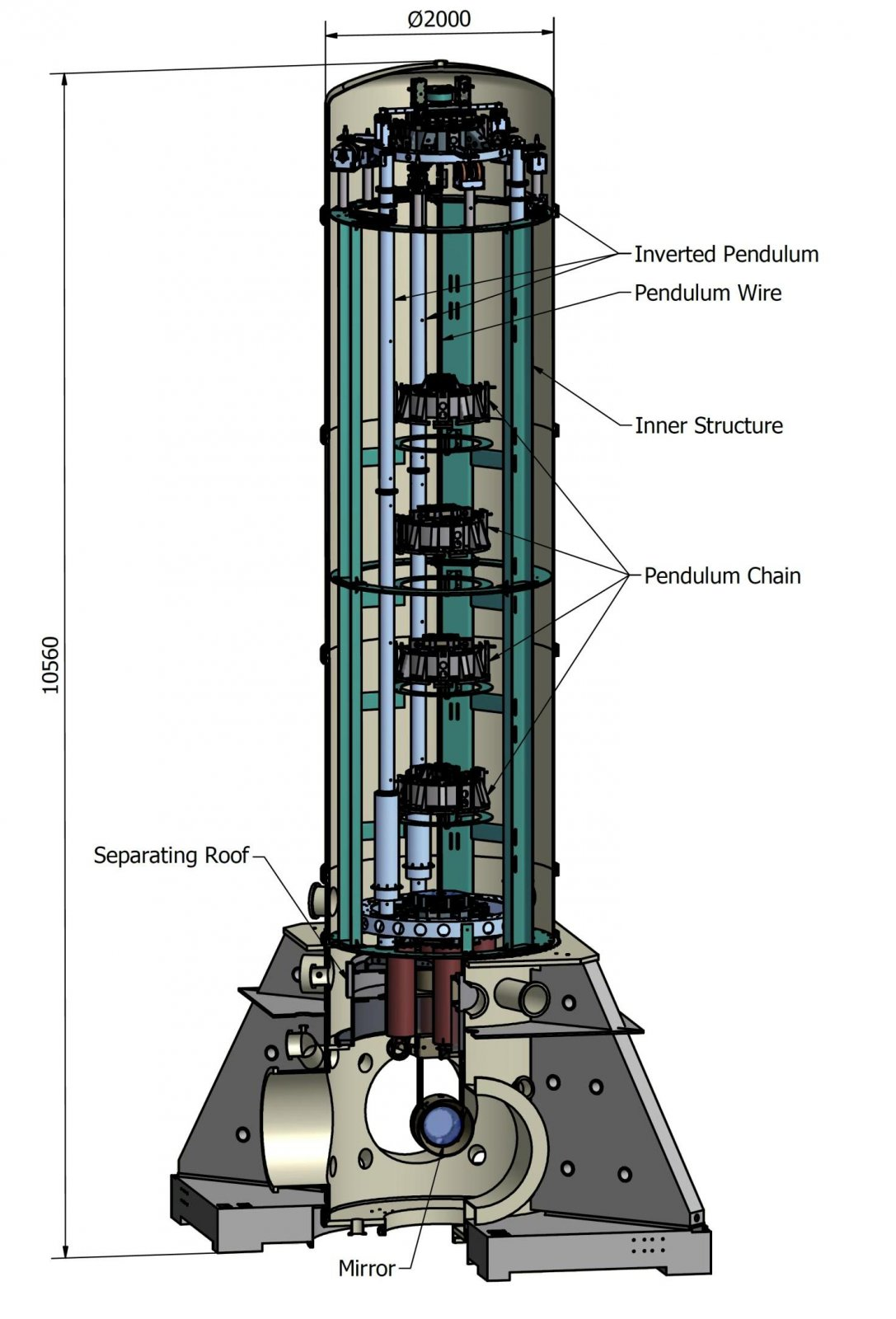
모든 Virgo 거울은 진공 상태에서 지진 진동을 엄청나게 감쇠시키는 기계 구조에 의해 지원된다. "수퍼 감쇠기"는 위쪽 플랫폼에 매달려 있는 진자 사슬로 구성되어 있으며 기술적으로 역진자(inverted pendulum) 라고 하는 땅에 고정된 3개의 길고 유연한 다리로 지지된다. 이런 식으로 10 Hz이상의 지진 진동은 10^{12} 배 이상 감소하고 미러의 위치는 매우 세심하게 제어된다.

거울까지 전파되어 거울을 흔들어 잠재적인 중력파 신호를 차단할 수 있는 지진 노이즈를 완화하기 위해 대형 거울은 복잡한 시스템에 의해 매달려 있다. 모든 주 거울은 일련의 감쇠기에 부착된 실리카 (유리)로 만든 4개의 얇은 섬유로 매달려 있다. "수퍼 감쇠기"라고 불리는 이 서스펜션 체인은 높이가 거의 10미터에 달하며 역시 진공 상태이다. "수퍼 감쇠기"는 미러의 교란을 제한할 뿐만 아니라 미러 위치와 방향을 정확하게 조정할 수 있다. 빛 감지에 사용되는 벤치와 같이 레이저 빔을 형성하는 데 사용되는 주입 광학 장치가 있는 광학 테이블도 지진 및 음향 소음을 제한하기 위해 매달린 상태로 진공 상태에 있다.
Advanced Virgo의 경우 중력파 신호를 감지하고 간섭계를 조종하는 데 사용되는 전체 기기(포토다이오드, 카메라 및 관련 전자 장치)도 진공 상태에서 여러 개의 매달린 벤치에 설치되어 있다. 이러한 선택과 진공 파이프 내부의 라이트 트랩(배플이라고 함)을 사용하면 확산된 빛의 의사 반사로 인해 잔류 지진 소음이 다크 포트 신호로 다시 유입되는 것을 방지할 수 있다.

### 탐지 시스템
팔의 캐비티에서 순환하는 빛의 일부는 빔 스플리터에 의해 감지 시스템으로 보내진다. 최적의 구성에서 간섭계는 "다크 프린지" 가까이에서 작동한다. 즉, 매우 적은 빛이 출력으로 전송된다. 대부분은 입력으로 다시 보내져 광전력 재활용 미러에 의해 수집된다. 이 빛의 일부는 신호 재활용 거울에 의해 다시 반사되고 나머지는 감지 시스템에 의해 수집되도록 설정된다. 먼저 광 진폭을 측정하는 포토다이오드에 도달하기 전에 원치 않는 모드에서 빔을 추가로 청소하는 출력 모드 클리너를 통과한다. 출력 모드 클리너와 포토다이오드 모두 일시 중단되고 진공 상태에 있다.
O3 실행을 시작으로 출력 모드 클리너 앞에 배치된 전용 광학 장치를 기반으로 샷 노이즈를 줄이기 위해 진공 압착 시스템을 도입했다. 압착은 항상 다른 양의 불확실성을 증가시키면서 특정 양의 양자 불확실성이 감소하는 상태를 지정한다. O3 실행 중에 주파수 독립적 압착이 구현되었으며 이는 압착이 모든 주파수에서 동일함을 의미한다. 이 압착은 샷 노이즈를 줄이고 방사압 노이즈를 증가시키는 데 사용되었는데, 이는 후자가 기기의 감도를 제한하지 않았기 때문이다. 현재 주파수 의존형 스퀴즈를 설치하여 고주파수(방사압 소음이 관련되지 않음)에서만 샷 소음을 줄이고 저주파(샷 소음이 낮은 곳)에서 방사압 소음을 줄일 계획이다. 올바른 압착 진공을 생성하려면 285m 길이의 공동을 추가로 설치해야 한다. 현재 압착 설정이 샷 노이즈 한계를 3.2 dB 감소시켜 검출기 범위가 5~8% 증가한 것으로 추정된다.

### 하부 구조
공중에서 본 Virgo 탐지기는 3 km 길이의 수직 팔 두 개가 있는 특징적인 "L" 모양을 가지고 있다. 팔의 "터널"에는 레이저 빔이 초고진공 상태에서 이동하는 진공 파이프가 있다.
Virgo는 총 부피가 6,800 입방미터인 유럽 최대의 초고진공 설비이다. 2개의 3km 암은 직경 1.2m의 긴 강철 파이프로 만들어지며 목표 잔압은 1조 분의 1 기압 (원래 Virgo 수준에서 100배 향상)이다. 따라서 잔류 가스 분자(주로 수소와 물)는 레이저 빔의 경로를 방해하지 않는다. 암의 초고진공을 깨뜨리지 않고 미러 진공 타워에서 작업을 할 수 있도록 암의 양 끝에 대형 게이트 밸브가 있다. 실제로 두 Virgo 팔은 2008년부터 진공 상태로 유지되었다. 미러와 감쇠기를 포함하는 타워 자체는 압력이 다른 두 섹션으로 나뉘어져 있다. 튜브는 표면에 달라붙은 원치 않는 입자를 제거하기 위해 150 °C에서 가열되는 베이킹이라는 과정을 거칩다. 타워는 초기 Virgo 설계에서도 베이크아웃되었지만 이제 오염을 방지하기 위해 극저온 트랩이 사용된다. 간섭계의 고출력으로 인해 거울은 레이저에 의해 유도된 가열로 인해  흡수율이 매우 낮음에도 불구하고 열 효과에 취약하다. 이러한 열 효과는 팽창으로 인한 표면 변형 또는 기판의 굴절률 변화의 형태를 취할 수 있다. 이로 인해 간섭계에서 레이저 광의 전력이 빠져 나가고 신호가 교란될 수 있다. 이 두 가지 효과는 보조 광원을 통해 광학 수차를 측정하는 데 사용되는 하트만 (Hartmann) 파면 센서 (HWS)라는 센서와 두 개의 액추에이터를 포함하는 열 보상 시스템 (TCS)에 의해 처리되는데, 액추에터에서 CO2 레이저는 거울의 일부를 선택적으로 가열하여 결함을 수정하고 링히터는 거울의 곡률 반경을 정밀하게 조정한다. 이 시스템은 또한 미러 제조 중에 발생하는 영구적인 결함인 "콜드 결함"을 수정한다. O3 실행 중에 TCS는 간섭계 내부에서 순환하는 전력을 15%까지 증가시킬 수 있었고 간섭계에서 나가는 전력을 2배로 줄일 수 있었다.
또 다른 중요한 구성 요소는 미광을 제어하는 시스템으로, 표면에 산란되거나 원치 않는 반사로 인해 간섭계의 지정된 경로를 벗어나는 모든 빛을 의미한다. 이 미광과 간섭계의 메인 빔의 재결합은 상당한 노이즈 원인이 될 수 있으며 추적 및 모델링이 어려운 경우가 많다. 미광을 완화하기 위한 대부분의 노력은 "배플"이라고 하는 흡수판을 기반으로 하며, 광학 장치 근처와 튜브 내부에 배치된다. 배플이 간섭계 작동에 영향을 주지 않도록 추가 예방 조치가 필요하다.
마지막으로 장비에는 효율적인 데이터 수집 시스템이 필요하다. 이 시스템은 간섭계의 출력과 현장에 존재하는 여러 센서에서 측정된 데이터를 관리하고 파일로 작성하고 데이터 분석을 위해 파일을 배포하는 역할을 담당한다. 이를 위해 Virgo의 특정 요구 사항을 수용하기 위해 전용 하드웨어 및 소프트웨어가 개발되었다.

### 노이즈 및 감도

#### 소음원
측정에 필요한 정밀도로 인해 Virgo 감지기는 측정 정밀도를 제한하는 여러 노이즈 소스에 민감하다. 이러한 소스 중 일부는 넓은 주파수 범위에 해당하며 다음과 같이 검출기의 전체 감도를 제한한다.
- 일반적으로 최대 약 10Hz의 저주파에서 발생 하는 지진 소음 (지중해의 파도, 바람 또는 교통과 같은 인간 활동과 같은 다양한 출처에서 발생하는 모든 지면 움직임 )
- 자체 온도에서 거울/서스펜션의 교반에 해당하는 미러 및 서스펜션 와이어의 열 잡음(수십에서 수백 Hz)
- 검출기에 수신된 전력의 변동에 해당하고 수백 Hz 이상에 해당하는 레이저 샷 노이즈를 포함하는 양자 노이즈와 거울에 레이저가 가하는 압력에 해당하는 저주파 관련 방사 압 노이즈
- 거울의 위치에 영향을 미치는 중력장의 변화로 인해 발생하는 20Hz 미만 관련 뉴턴 잡음

이러한 광범위한 노이즈 소스 외에도 특정 노이즈 소스와 관련된 많은 피크가 노이즈 스펙트럼에 표시된다. 여기에는 특히 유럽 전력망의 주파수에 해당하는 50Hz 라인(100, 150 및 200Hz의 고조파 포함)이 포함된다. 서스펜션 섬유의 공명 주파수에 해당하는 300Hz(및 여러 고조파)에서의 소위 "바이올린 모드"(바이올린의 현처럼 특정 주파수에서 진동할 수 있음); 캘리브레이션을 위해 미러를 움직일 때 나타나는 캘리브레이션 라인.
추가 소음원도 단기적인 영향을 미칠 수 있다. 악천후나 지진으로 인해 일시적으로 소음 수준이 높아질 수 있다.
마지막으로 가능한 많은 도구적 문제로 인해 데이터에 수명이 짧은 여러 인공신호가 나타날 수 있다. 이를 일반적으로 '글리치'라고 한다. 감지된 이벤트의 약 20%가 글리치의 영향을 받는 것으로 추정되며 영향을 완화하기 위해 특정 데이터 처리 방법이 필요하다.

#### 탐지기의 감도

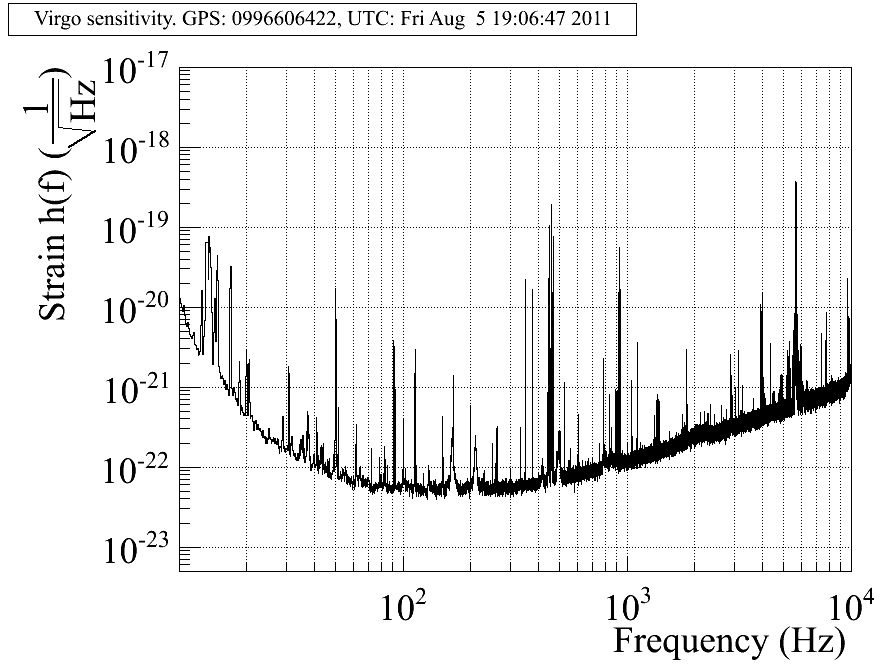
[10 Hz; 10 kHz] 주파수 대역에서 Virgo 검출기의 감도 곡선, 2011년 8월에 계산. 이 모양은 일반적이다. 미러 서스펜션 진자의 열 잡음은 저주파에서 우세한 반면 고주파에서의 증가는 레이저 샷 잡음으로 인한 것이다. 그 사이에 공명(예: 서스펜션 와이어 바이올린 모드)과 지속적으로 줄이려고 하는 다양한 악기 소음(전력망의 50Hz 주파수 및 해당 고조파)의 기여도를 볼 수 있다.

Virgo와 같은 감지기는 기기가 감지할 수 있는 가장 작은 신호에 대한 정보를 제공하는 성능 지수인 감도로 특징지어지는데, 감도 값이 작을수록 감지기가 더 좋다. 감도는 각 노이즈가 고유한 주파수 범위를 가지므로 주파수에 따라 달라진다.
중력파 검출기의 감도에 대한 가장 일반적인 척도는 "수평 거리 "로, 이는 질량이 1.4 M☉ – 1.4 M☉ (여기서 M☉ 은 태양 질량)인 쌍성 중성자별이 검출기에서 신호대 잡음비 8의 신호를 생성하는 거리로 정의 되며, 이는 일반적으로 메가파섹으로 표현된다. 예를 들어 O3 실행 중 Virgo의 범위는 40~50Mpc였다. 이 범위는 지표일 뿐이며 검출기의 최대 범위를 나타내지는 않는다. 더 방대한 소스의 신호는 더 큰 진폭을 가지므로 멀리서도 감지할 수 있다.
Virgo는 감도 범위가 몇 Hz에서 최대 10kHz인 광대역 감지기이다. 수학적으로 말해서 감도는 검출기에 의해 기록된 데이터를 사용하여 실시간으로 계산되는 전력 스펙트럼으로 특징지어진다. 반대쪽 곡선은 2011년의 Virgo 진폭 스펙트럼 밀도(파워 스펙트럼의 제곱근)의 예를 로그-로그 스케일을 사용하여 플롯한 것이다.
계산에 따르면 검출기 감도는 대략 다음과 같이 {\displaystyle {\frac {1}{L\times {\sqrt {P}}}}}로 크기에 따라 달라지는데, 여기서 {\displaystyle L}은 팔의 캐비티 길이이고 {\displaystyle P}는 빔 스플리터의 레이저 출력이다. 검출기의 감도를 개선하려면 이 두 가지 양을 늘려야 한다.  이것은 긴 팔을 가지고, 신호에 대한 노출을 최대화하기 위해 팔 내부의 광학 공동을 사용하고, 팔의 전력을 증가시키기 위해 전력 재활용을 구현함으로써 달성할 수 있다.

## 데이터 분석
Virgo 협업 리소스의 중요한 부분은 검출기의 출력을 처리하도록 설계된 데이터 분석 소프트웨어의 개발 및 배포에 전념하고 있다. 데이터 수집 소프트웨어 및 데이터 배포 도구 외에도 이러한 노력은 대부분 LIGO-Virgo-KAGRA(LVK) 협업의 일환으로 LIGO 및 KAGRA 협업 구성원과 공유된다.
감지기의 데이터는 처음에는 LVK 회원만 사용할 수 있다. 감지된 이벤트에 대한 데이터 세그먼트는 관련 논문 발행 시점에 공개되며 전체 데이터는 현재 18개월 동안 지속되는 독점 기간 이후에 공개된다. 세 번째 관찰 실행(O3) 동안 실행의 처음 6개월과 마지막 6개월에 각각 해당하는 두 개의 분리된 데이터 릴리스(O3a 및 O3b)가 발생했다. 그런 다음 데이터는 GWOSC (Gravitational Wave Open Science Center) 플랫폼의 모든 사람이 사용할 수 있다.

### 임시 검색

#### 이벤트 감지 파이프라인
O3 실행 중에 데이터 내에서 이벤트 후보를 식별하기 위해 5개의 서로 다른 파이프라인이 사용되었다. 그 중 4개(GstLAL, PyCBC, MBTA 및 SPIIR)는 소형 이진 합체(CBC, 지금까지 감지된 유일한 유형의 이벤트) 감지 전용이었고, 다섯 번째(cWB)는 모든 신호를 감지하도록 설계되었다. 5개의 파이프라인 모두 짧은 대기 시간 경고 시스템의 일부로 실행 중("온라인")과 실행 후("오프라인") 놓쳤을 수 있는 이벤트를 발견하기 위해 사용되었다(온라인으로만 작동한 SPIIR 제외).
4개의 CBC 파이프라인은 모두 최적의 방식으로 노이즈 데이터 내에서 알려진 신호를 찾는 데 사용할 수 있는 기술인 정합 필터링 개념에 의존한다. 이 기술을 사용하여 중력파를 검색할 때의 주요 문제는 신호가 어떻게 생겼는지에 대한 약간의 지식이 필요하다는 것이다.
합리적인 모델이 존재하지만 소형 합병의 동역학을 지배하는 방정식의 복잡성으로 인해 정확한 파형 생성이 어렵다. 새로운 파형의 개발은 여전히 활발한 연구 분야이다. 또한 소스는 하나의 특정 신호를 갖는 대신 다른 파형을 생성하는 광범위한 가능한 매개변수(두 물체의 질량 및 회전, 하늘 위치)를 포함한다. 이것은 연구자들이 다른 매개변수에 해당하는 많은 양의 다른 파형을 포함하는 "템플릿 뱅크"를 생성하도록 유도한다. 은행이 얼마나 타이트한지(탐지 수 최대화)와 모든 템플릿으로 검색을 수행하는 데 사용할 수 있는 제한된 계산 리소스 사이에서 절충안을 수행해야 한다. 이러한 템플릿 뱅크를 효율적으로 생성하는 방법도 활발한 연구 분야이다. 네 가지 검색은 동일한 기본 기술을 사용하지만 모두 데이터를 처리하는 방법에 대한 최적화 및 특이성이 다르다. 특히, 이벤트의 중요성을 추정하고, 실제 이벤트와 결함을 구별하고, 서로 다른 감지기의 데이터를 결합하기 위해 서로 다른 기술을 사용한다. 그들은 또한 다른 템플릿 뱅크를 사용한다.
cWB(coherent wave burst) 파이프라인은 완전히 별개의 접근 방식을 사용한다. 즉, 서로 다른 감지기의 스트림을 그룹화하고 데이터의 공동 분석을 수행하여 서로 다른 감지기 사이에서 일관된 신호를 찾는 방식으로 작동한다. 바이너리 병합에 대한 민감도는 전용 CBC 파이프라인보다 낮지만, 신호의 모양에 대한 가정이 필요하지 않기 때문에 모든 종류의 소스에서 신호를 감지할 수 있다는 강점이 있고, 이것이 때때로 "모델링되지 않은" 검색으로 지칭되는 이유이다.

#### 짧은 지연
대기 시간이 짧은 이 시스템은 전자기 대응물을 관찰할 수 있기를 바라면서 중력 현상이 감지될 때 천문학자에게 경고를 생성하도록 설계되었다. 이는 데이터가 처리되는 중력파 후보 이벤트 데이터베이스(GraceDB) 에서 다양한 분석 파이프라인의 이벤트 후보를 중앙 집중화함으로써 달성된다.
어떤 사건이 충분히 중요하다고 판단되면 신속하게 천구상의 위치 파악이 생성되고 예비 경보가 몇 분 안에 자율적으로 전송된다. 소스 매개변수에 대한 보다 정확한 평가와 신속한 대응 팀의 사람 조사 후 하루 이내에 새로운 경고 또는 철회 알림이 전송된다. 경고는 감마선 및 중성미자 망원경과 SciMMA의 경고를 중앙 집중화하는 GCN 을 통해 전송된다.
O3 실행 중에 총 78개의 경고가 전송되었느데, 그 중에 23개는 나중에 철회되었다.

#### 매개변수의 추정
이벤트 감지 파이프라인 중 하나에서 이벤트를 감지한 후 소스의 매개변수와 측정 불확실성을 보다 정확하게 추정하기 위해 심층 분석이 수행된다. O3 실행 중에 이것은 Bilby 및 RIFT를 포함한 여러 가지 파이프라인을 사용하여 수행되었다. 이러한 파이프라인은 베이지안 방법을 사용하여 MCMC 및 중첩 샘플링을 포함하여 불확실성을 정량화한다.

#### 상대방 찾기
많은 천문학자들이 중력파 탐지기의 짧은 대기 시간 경보를 추적하려고 노력하지만 그 반대도 존재한다. 관련 중력파 방출이 있을 것으로 예상되는 전자기 이벤트는 더 깊은 조사를 받는다. 이들의 주요 목표 중 하나는 감마선 폭발이다. 이들은 초신성 (2초 이상 지속되는 "긴" 폭발) 및 중성자별("짧은" 폭발)을 포함하는 소형 쌍성 합체와 관련이 있는 것으로 생각된다. 특히 두 개의 중성자 별의 합병은 GW170817 사건과 함께 감마선 폭발과 중력파 모두와 관련이 있는 것으로 확인되었다.
이들은 초신성 (2초 이상 지속되는 "긴" 폭발) 및 중성자별("짧은" 폭발)을 포함하는 소형 쌍성 합체와 관련이 있는 것으로 생각된다. 특히 두 개의 중성자 별의 합병은 GW170817 사건과 함께 감마선 폭발과 중력파 모두와 관련이 있는 것으로 확인되었다.
감마선 버스트를 대상으로 한 검색은 CBC용 pyGRB 파이프라인을 사용하여 과거 실행에서 수행되었으며 일반 검색과 유사한 방법을 사용했지만 버스트 시간을 중심으로 감마선에 의하여 탐색된 천구의 영역만 대상으로 했다. 모형화되지 않은 검색도 일반 모형화되지 않은 검색과 유사한 방식으로 X-pipeline 패키지를 사용하여 수행되었다.
이러한 검색 외에도 여러 파이프라인에서 중력파의 경고와 다른 탐지기의 경고 사이의 일치를 찾고 있다. 특히 RAVEN 파이프라인은 지연 시간이 짧은 인프라의 일부이며 감마선 버스트 이벤트 및 기타 소스와의 일치를 분석한다.  LLAMA 파이프라인은 또한 주로 IceCube 에서 발생하는 중성미자 이벤트와의 일치를 식별하는 데 전념하고 있다.

### 연속파의 탐색
빠르게 회전하는 중성자별에 의해 생성되는 것과 같은 주기적 중력파 전용 검색은 일반적으로 연속 파동 검색이라고 한다. 이는 세 가지 범주, 즉, 모든 방향에서 알 수 없는 신호를 찾는 전천 검색, 위치는 알지만 주파수는 알 수 없는 물체를 목표로 하는 직접 검색, 위치와 위치가 모두 일치하지 않는 소스에서 신호를 찾는 대상 검색, 및 위치와 주파수를 모두 알 고 있는 경우에 파원 신호를 탐색하는 목적 검색으로 나눌 수 있다. 방향성 검색과 대상 검색은 전천후 검색이 계산적으로 매우 비싸고 민감도를 제한하는 트레이드 오프가 필요하다는 사실에 의해 동기 부여된다.
연속파 검색의 주요 과제는 신호가 현재 감지된 과도 현상보다 훨씬 약하다는 점, 즉 신호 대 잡음비가 관찰 시간의 스퀘어 루트에 비례하여 증가하므로(직관적으로 신호는 관찰 기간 동안 합산되지만 노이즈는 합산되지 않음) 충분한 데이터를 축적하기 위하여 장시간에 걸쳐서 관측을 하여야 한다는 점을 의미한다.
문제는 오랜 시간 동안 소스의 주파수가 진화하고 태양 주위의 지구 운동이 도플러 효과를 통해 주파수에 영향을 미친다는 것이다. 이는 검색의 계산 비용을 크게 증가시키며 빈도를 알 수 없는 경우 더욱 그렇다. 분석이 전체 데이터가 아닌 데이터의 세그먼트에 대해 개별적으로 수행되는 semi-coherent 검색과 같은 완화 전략이 있지만 이로 인해 민감도가 손실된다. 다른 접근 방식에는 한 쌍의 검출기에서 상관 신호를 찾기 위해 여러 검출기가 있는 것을 활용하는 확률적 파동 검색에서 영감을 얻은 교차 상관이 포함된다.

### 확률적 중력파의 검색
확률적 중력파 배경은 데이터 분석 팀의 또 다른 목표이다. 정의에 따라 감지기에서 노이즈의 원인으로 볼 수 있다. 주요 과제는 노이즈의 다른 소스에서 분리하고 전력 스펙트럼 밀도를 측정하는 것이다. 이 문제를 해결하는 가장 쉬운 방법은 두 탐지기 간의 상관 관계를 찾는 것이다. 중력파 배경과 관련된 노이즈는 두 검출기에서 동일하지만 기기 노이즈는 검출기에서 상관 관계가 없다는 아이디어이다. 또 다른 가능한 접근 방식은 다른 노이즈 소스로 설명되지 않는 초과 전력을 찾는 것이다. 그러나 노이즈가 배경의 예상 전력에 비해 충분히 알려지지 않았기 때문에 이것은 현재 간섭계(Virgo 포함)에 대해 비실용적임이 입증되었다. 검출기 간의 상호 상관에 기반한 검색만 현재 사용 중이다.
이러한 종류의 검색은 또한 감지기 안테나 패턴, 지구의 움직임 및 감지기 사이의 거리와 같은 요인을 고려해야 한다. 배경의 일부 속성에 대해서도 가정해야 한다. 가우스 분포 및 등방성 이라고 가정하는 것이 일반적이지만 비등방성, 비가우스 및 보다 이국적인 배경에 대한 검색도 존재한다.

### 중력파 특성의 탐색
중력파를 둘러싼 물리학을 조사하기 위해 많은 소프트웨어가 개발되었다. 이러한 분석은 일반적으로 오프라인(실행 후)에서 수행되며 종종 다른 검색(현재 대부분 CBC 검색)의 결과에 의존한다.
렌즈 효과로 인해서 여러 번 관찰된 이벤트를 찾기 위해 여러 가지 분석이 수행된다. 먼저 알려진 모든 이벤트를 함께 일치시킨 다음 가장 유망한 이벤트 쌍에 대한 공동 분석을 수행한다. 이러한 분석은 LALInference 및 HANABI 소프트웨어를 사용하여 수행되었다. 기존 CBC 파이프라인을 재사용하여 일반 CBC 검색에서 누락되었을 수 있는 이벤트에 대한 추가 검색도 수행된다.
허블 상수를 추정하기 위해 설계된 소프트웨어도 개발되었다. gwcosmo 파이프라인은 베이지안 분석을 수행하여 은하 카탈로그와 연관될 수 있는 "다크 사이렌"(전자기 대응물이 없는 CBC 이벤트) 및 전자기 대응물이 있는 이벤트를 모두 사용하여 상수의 가능한 값 분포를 결정한다. 중력파로 측정한 거리와 식별된 호스트 은하를 기반으로 직접 추정할 수 있다. 이를 위해서는 특정 블랙홀 인구를 가정해야 하며 이는 상당한 편향의 원인이 될 수 있다. 최근 분석에서는 모집단과 허블 상수를 동시에 피팅하여 이 문제를 피하려고 했다.

## 과학적 결과

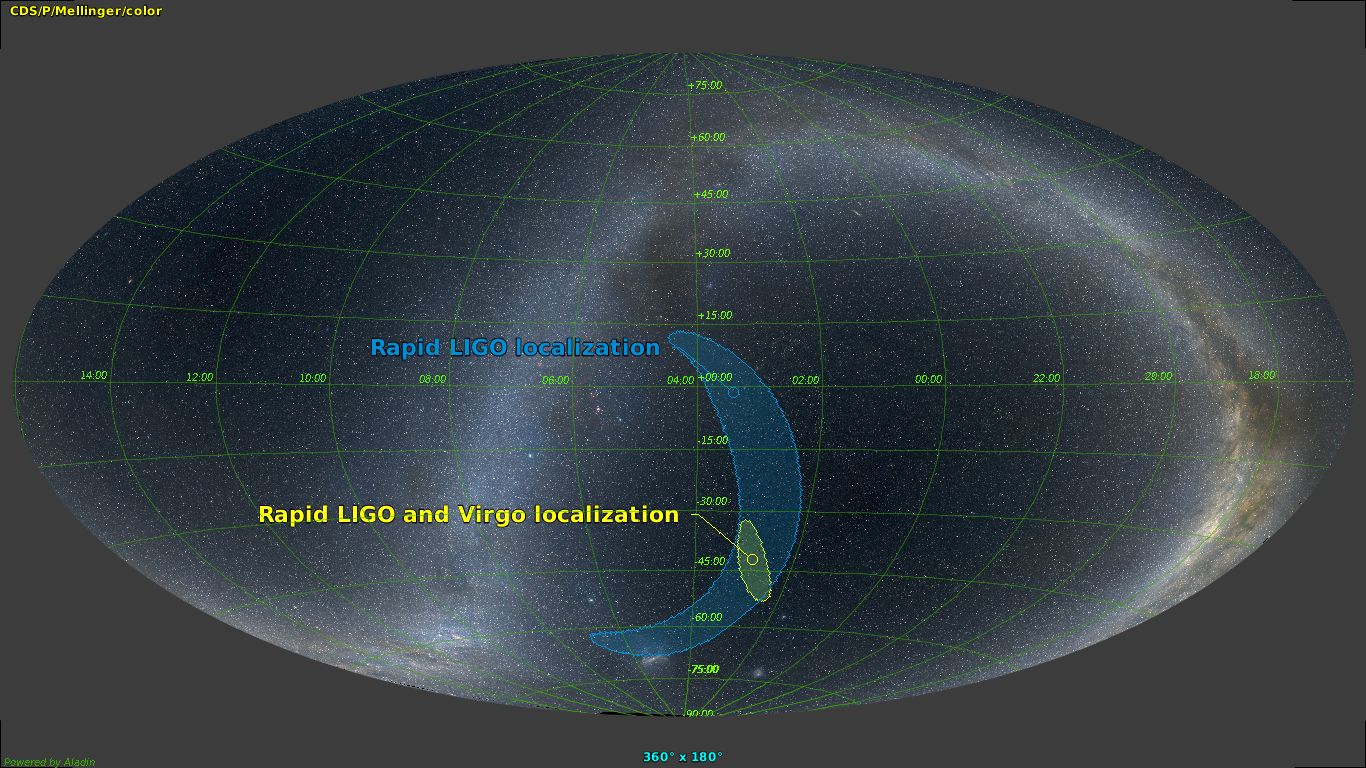
2개의 LIGO 감지기와 전체 네트워크를 사용한 GW170814 사건의 천구상 위치 파악. Virgo를 추가하면 훨씬 더 정확한 위치 파악이 가능하다.

Virgo 간섭계를 이용한 중력 신호의 최초 감지는 Virgo가 첫번째 관찰 실행단계를 수행 하지 않았기 때문에, 두 번째 관찰 실행 단계(O2)의 시작 부분에서 발생했다. GW170814로 명명된 이 사건은 두 개의 블랙홀 사이의 합체였으며, 세 개의 서로 다른 검출기에 의해 모두 감지된 최초의 사건이기도 하며, 최초의 관측 실행에서 탐지한 사건에 비해 위치 파악이 크게 향상되었다. 그것은 또한 중력파 편극에 대한 첫 번째 결정적인 측정을 가능하게 하여 일반 상대성 이론에 의해 예측된 것 이외의 편광의 존재에 대한 증거가 제공되었다.
곧 이어 더욱 유명한 GW170817의 관측이 이어졌는데, 이는 중력파 네트워크에 의해 감지된 두 개의 중성자별에 의한 최초의 합병이며, 2023년 1월 현재 감마선과 광학 망원경 모두에서 전자기적 대응물을, 나중에 라디오 및 x-ray 도메인에서 감지한 유일한 사건이다. Virgo에서는 신호가 관찰되지 않았지만, 이러한 신호의 부재는 이벤트의 파악에 더욱 엄격한 제약을 가하는 데 결정적이었다. 이 사건은 4000명 이상의 천문학자들이 참여하고 중성자별 병합에 대한 이해를 개선하고 중력 속도에 매우 엄격한 제약을 가하는 등 천문학계에 엄청난 영향을 미쳤다.
연속 중력파에 대한 여러 검색이 과거에 실행된 데이터에 대하여 수행되었다. O3 실행에는 전천 검색, Scorpius X-1 및 다수의 알려진 펄서 (Crab 및 Vela 펄서 포함), 및 직접 검색이 포함되어, 초신성 잔해인 카시오페이아 A 와 벨라 주니어와 은하 중심 쪽으로 목표 탐색을 하였다. 어떤 파원에서도 신호를 찾아 내지 못했지만 이로 인해 일부 매개변수에 상한선을 설정할 수 있었다. 특히 가까운 거리의 알려진 펄사에 있어 완벽한 회전 공으로부터의 편차 정도는 기껏해야 1 mm 정도인 것으로 밝혀졌다.
Virgo는 LIGO와 함께 중력파 배경에 대한 최신 검색에 포함되어 O3의 결과를 O1 및 O2 실행(LIGO 데이터만 사용)의 결과와 결합했다. 확률적 배경이 관찰되지 않아 배경 에너지에 대한 이전 제약 조건이 한 단계 향상되었다.
허블 상수에 대한 제약 조건도 얻었는데, 현재 최고의 추정치는 68+12
-8 km s−1 Mpc−1 인데, 이는 쌍성 블랙홀과 GW170817 이벤트의 결과를 결합한 결과이다. 이 결과는 상수의 다른 추정치와 일관성이 있지만 정확한 값에 대한 불일치를 해결할 만큼 정확하지는 않다.

## 지원 활동
Virgo 협업은 일반 대중을 향한 중력파에 대한 커뮤니케이션 및 교육을 촉진하는 여러 활동에 참여하고 있으며, 여기에는 다음과 같은 다양한 활동이 포함된다.
- 다수의 과학 축제 참가[146][147][148]
- 학교 수업을 포함한 Virgo 활동에 대한 공개 강의 및 과정[145]

- 피사의 Museo della Grafica에서의 "The Rhythm of Space"[149] 또는 팔레 드 토쿄의 "On Air" 등과 같은 예술 전시회 참여[150]
- 학교, 대학 및 일반 대중을 위한 Virgo 시설 조직된 가이드 투어[151]
- 과학에서 양성 평등을 촉진하는 활동의 참여[152]

## 갤러리

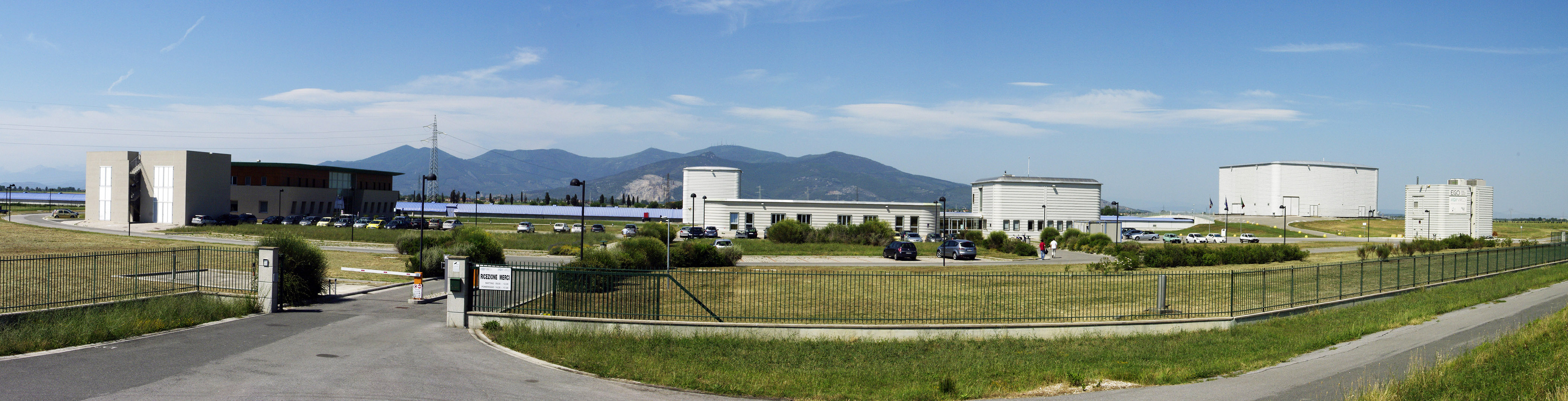
Virgo 사이트 전경
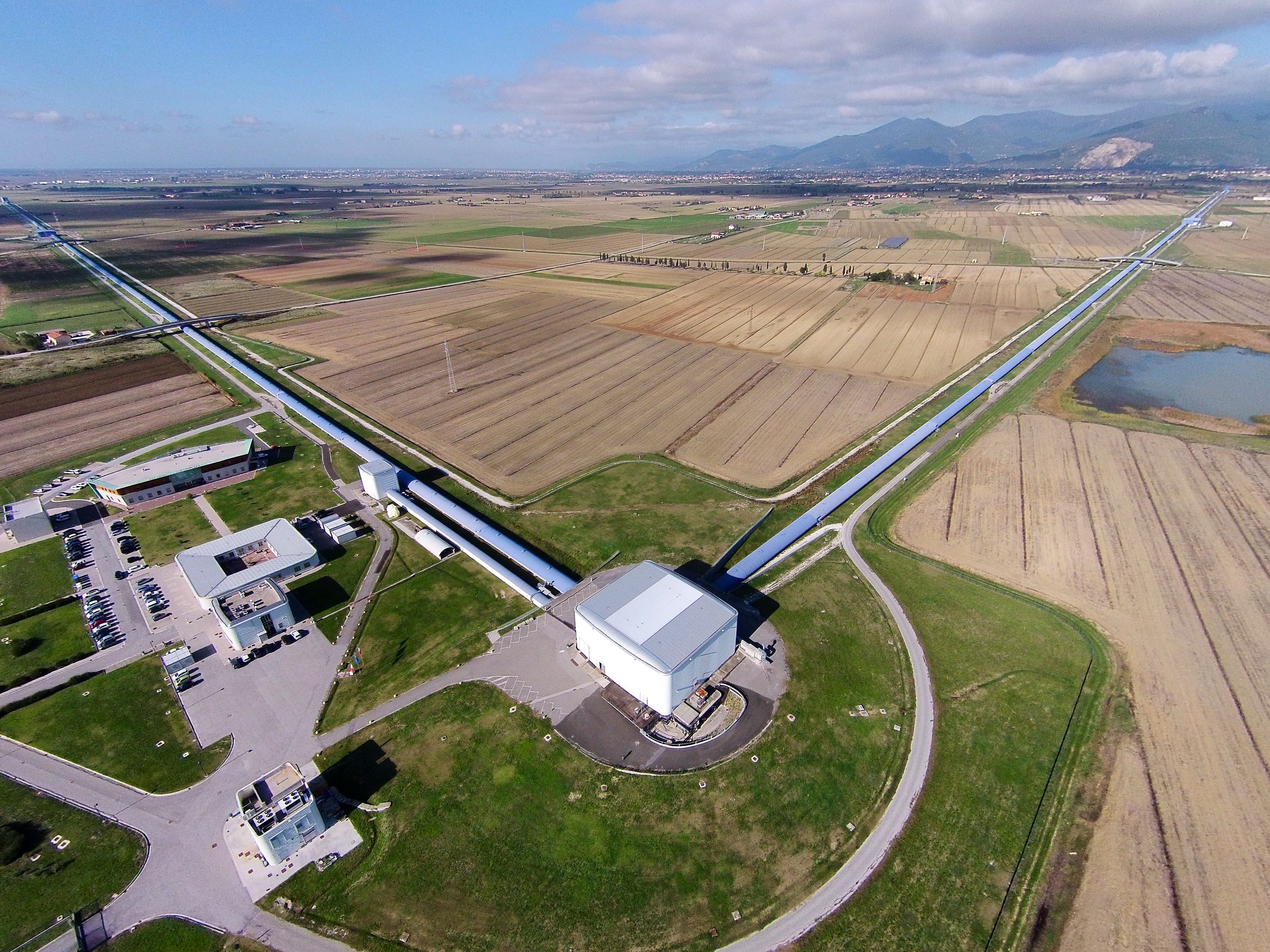
Virgo 감지기의 조감도
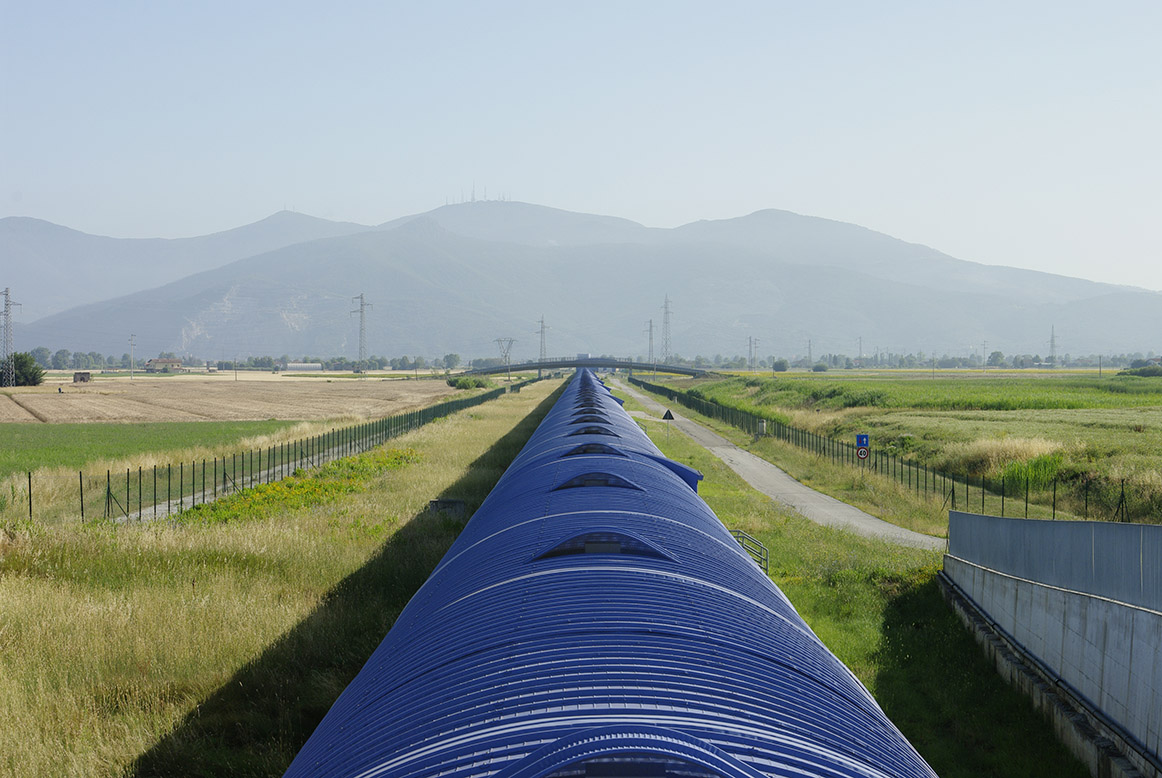
전장 3 km인 Virgo 북측 팔
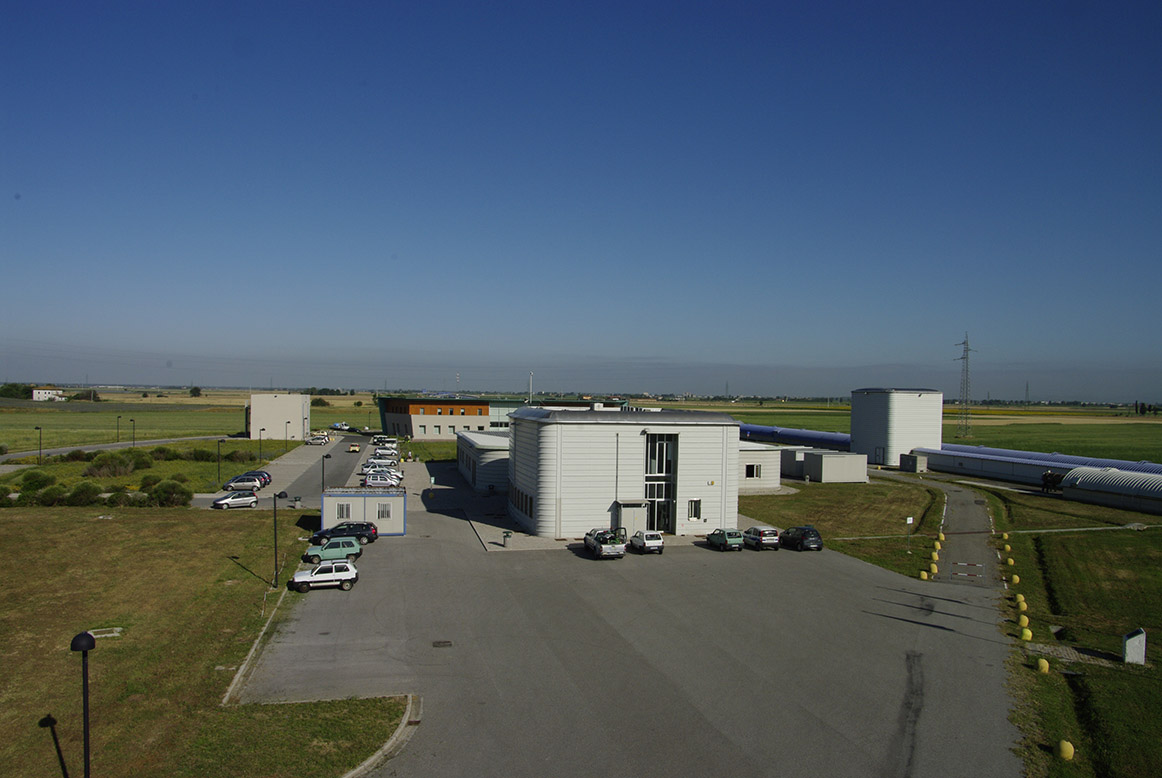
Virgo 사이트 전경의 전면 건물에는 감지기 제어실과 지역 컴퓨터 센터가 들어 있다.
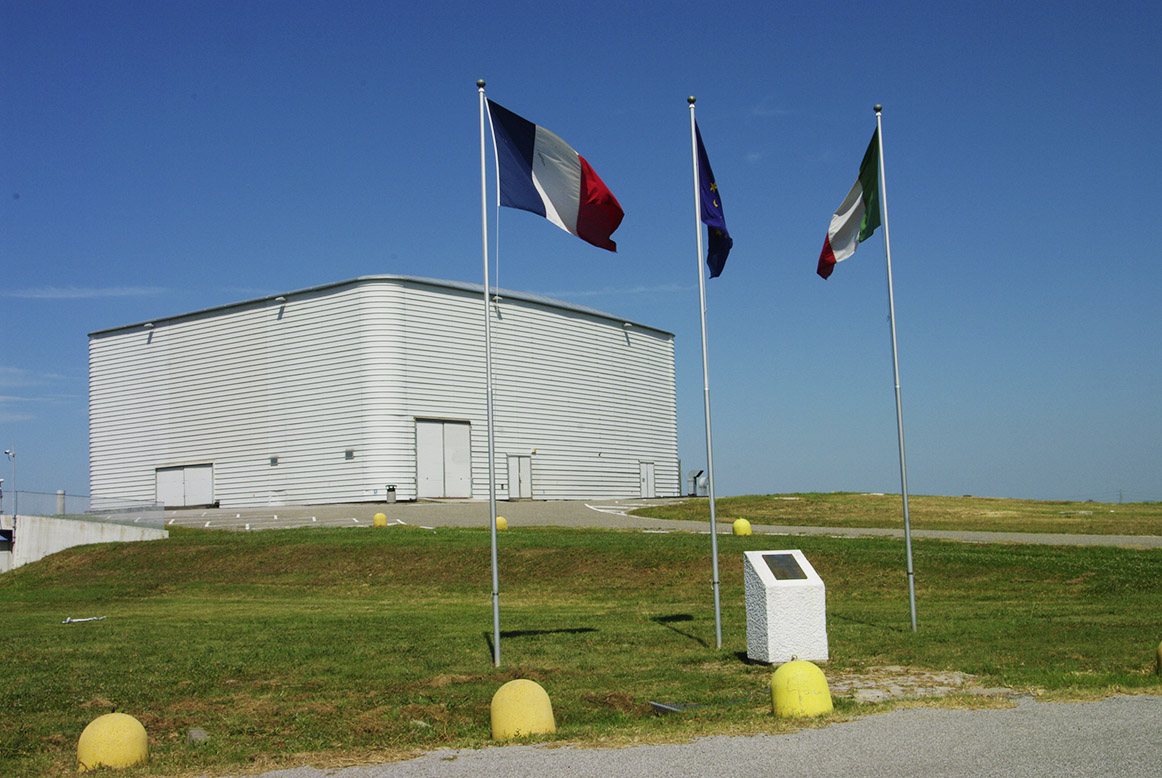
레이저와 빔 스플리터 거울이 있는 Virgo 중앙 건물
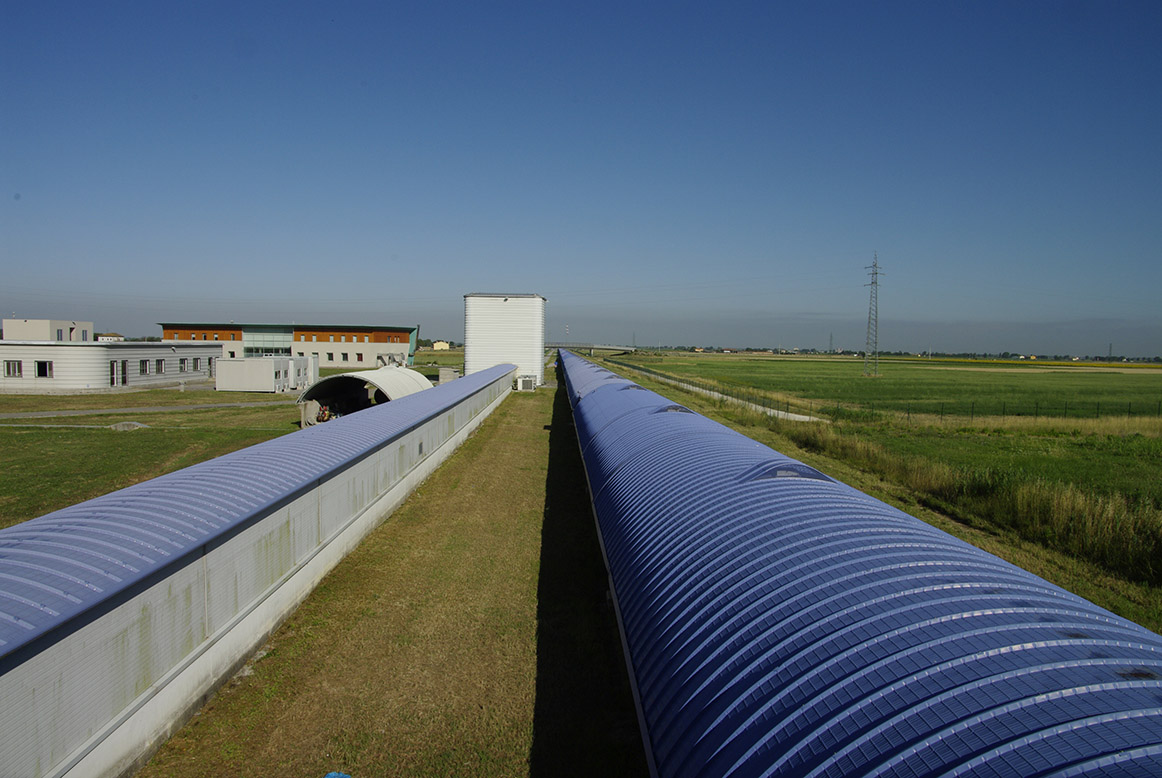
전장 3 km의 Virgo 서측 팔 (우측 파이프) 전경. 좌측의 전장 150 m 튜브내에는 레이저빔을 공간적으로 필터하기 위하여 사용하는 모드-클리너 캐비티가 있다.